# Zeitreihe der Niederschlagssummen in Deutschland seit 1881

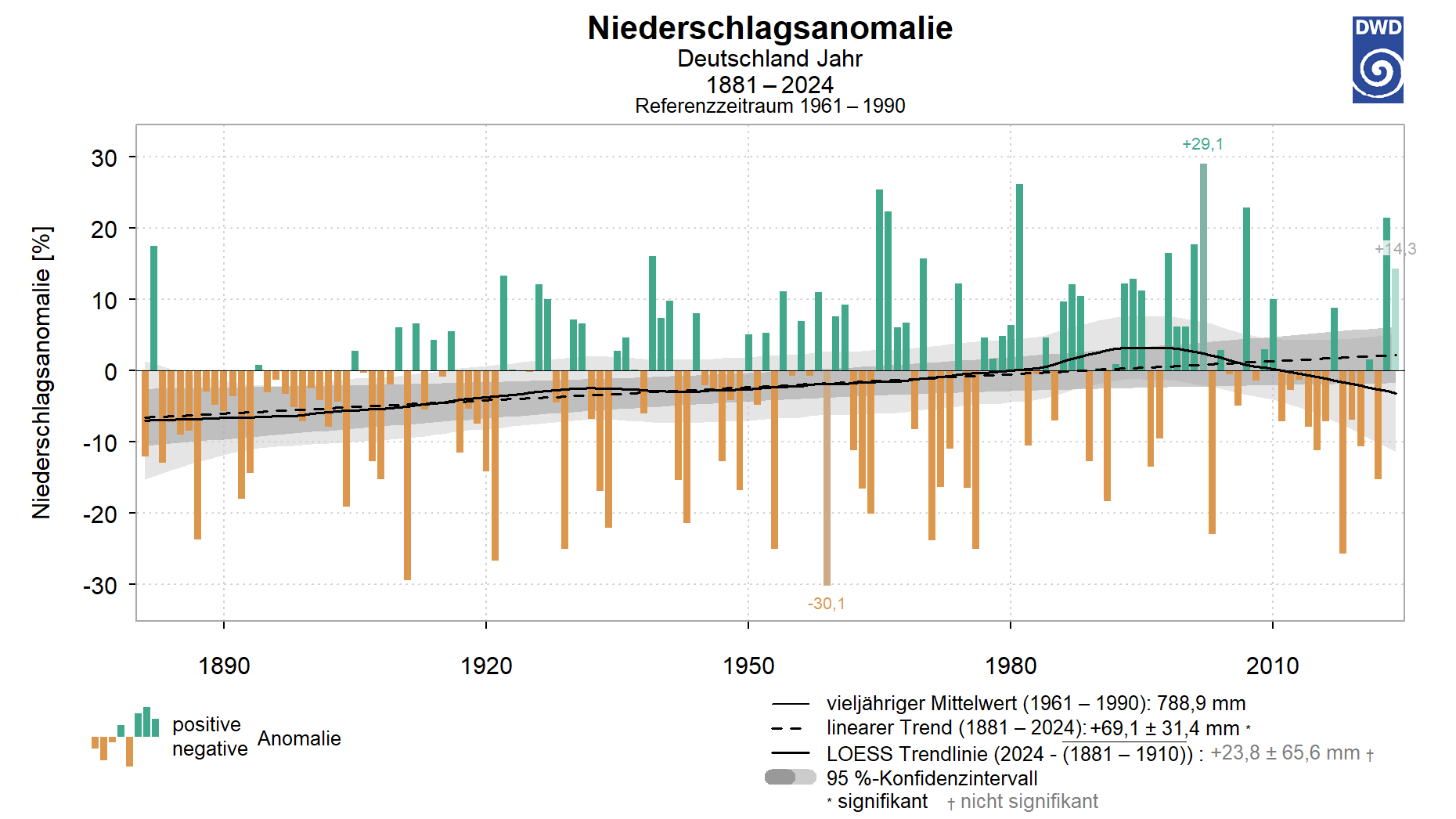
Zeitreihe der Niederschlagsanomalie für die Jahre in Deutschland seit 1881

Dieser Artikel behandelt eine Übersicht über die Niederschlags-Historie in Deutschland seit 1881 und informiert über die Techniken wie diese Niederschläge erfasst werden.

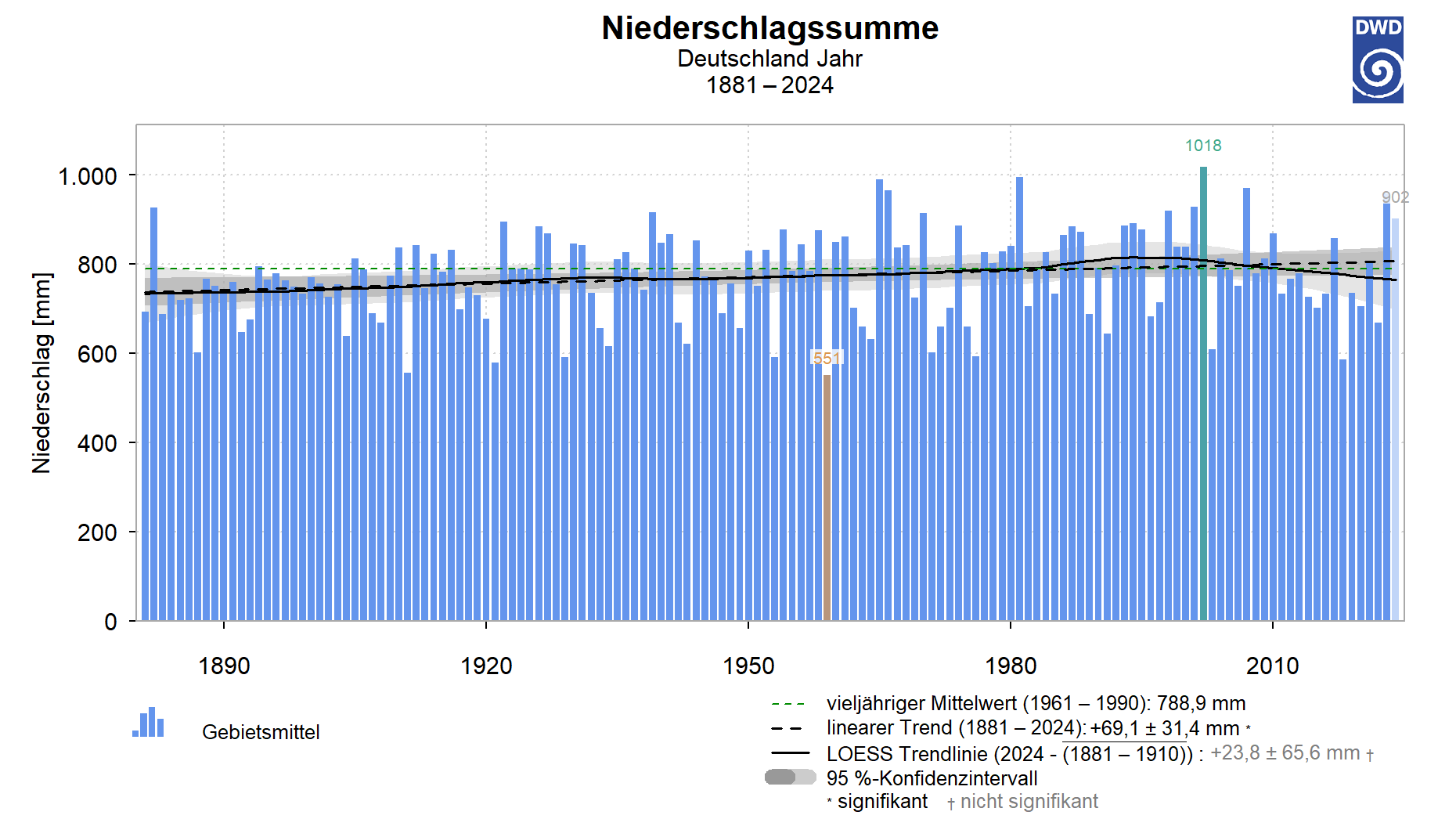
Jährliche Niederschlagssummen in Deutschland seit 1881 in mm.

Dabei werden sowohl kurze Sachtexte, als auch anschauliche Tabellen und Grafiken verwendet.
Der Artikel blickt dabei auch auf verschiedene statistische Werte zum Thema Niederschlag, die vom Deutschen Wetterdienst (DWD) erfasst werden. Im Moment handelt es sich um:
- Die Zeitreihe der Niederschlagssummen seit 1881 in Tabellenform
- Die Zeitreihe der Anzahl der Tage mit Niederschlag ≥ 10 mm in Tabellenform seit 1951

## Definition und Techniken der Niederschlagsmessung

### Definition der Niederschlagsmessung
Die Niederschlagsmessung, dient zur Erfassung der Niederschlagsmenge oder der Niederschlagshöhe. Eine Niederschlagsmenge wird dabei definiert als eine bestimmte Niederschlagssumme, die in einem gewissen Zeitraum gefallen ist. [z. B. l/sec]. Eine Niederschlagshöhe in mm wiederum ist definiert als Niederschlagssumme pro Flächeneinheit [mm = l/m²]. Die Messung bezieht sich dabei auf eine ebene Fläche.

### Techniken der Niederschlagsmessung

#### Ausführlicherer Artikel zu den Techniken der Niederschlagsmessung: Niederschlagsmesser

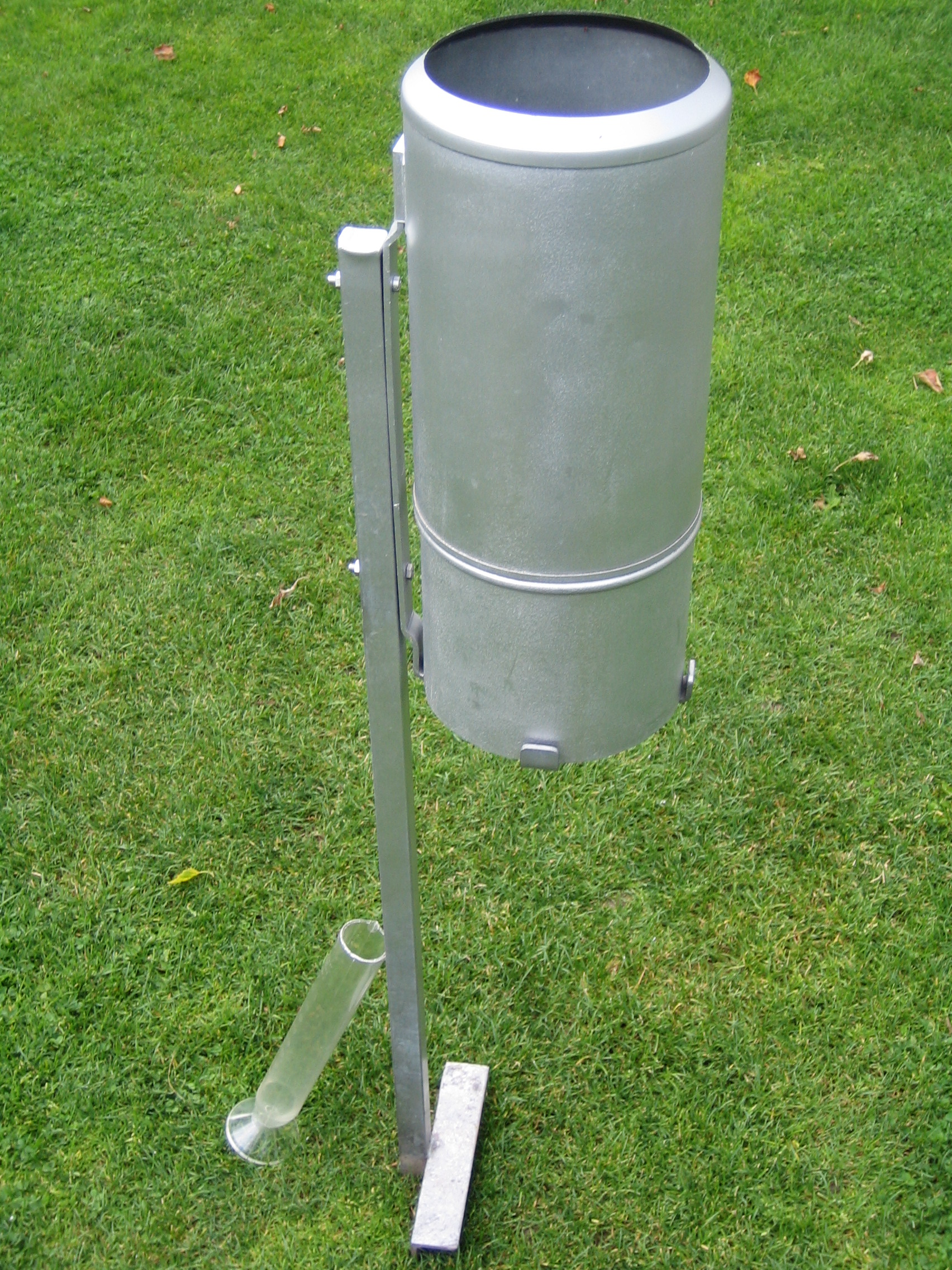
Beispiel eines Hellmann-Regenmessers

Damit eine Niederschlagsmessung über längere Zeiträume erfasst werden kann, müssen Totalisatoren (hier: meteorologisches „Sammelgefäß für Niederschläge“) verwendet werden. Das Standardgerät für Tagesablesungen stellt dabei der Hellmann-Regenmesser dar. Zur Messung der Regenintensität werden Ombrographen (Hellmann-Regenmesser) eingesetzt. Während diese früher ausschließlich mechanische Ombrographen waren, so sind es heute auch verbreitet automatische Regenwippen. Flächendeckend werden Regenraten (Regenintensität) mit der Radar-Niederschlagsmessung und mit Wettersatelliten-Bildern ermittelt. Für Gebiete, in denen kein Radarmessnetz zur Verfügung steht, wendet man verschiedene Techniken zur Ableitung von (konvektiven) Niederschlägen aus Daten geostationärer Wettersatelliten an.
Die Erfassung von Niederschlag ist dabei auch mit verschiedenen Verfahren möglich. Ein Verfahren ist es die direkte Größe von Regentropfen zu messen. Dafür kann entweder die Impaktor- oder die Replikatortechnik angewandt werden. Im ersten Fall wird eine ölbeschichtete Platte einem Regentropfenstrom ausgesetzt und sofort photographiert, während beim zweiten Prinzip die Regentropfen in einer speziellen Substanz (z. B. Kunstharz Formvar) eingeschlossen werden. Die einzelnen Tropfen können dann ausgemessen und ausgezählt werden. Heutzutage werden vermehrt auch indirekte Verfahren genutzt. Dabei werden in erster Linie Disdrometer verschiedener Bauart verwendet. Diese Geräte sind in der Regel mit einer speziellen Kunststofffolie bespannt, die mit Druckaufnehmern gekoppelt ist. Wenn nun ein Regentropfen auf die Bespannung auftrifft übt dieser, je nach Größe und Gewicht, einen entsprechenden Druck aus. Dieser Druck kann dann aufgezeichnet, und in Tropfenspektren umgerechnet, werden.

## Geschichte der Niederschlagsmessung in Deutschland
Das DWD-Niederschlagsmessnetz besteht derzeit aus rund 1900 Messstellen. Seit etwa 60 Jahren liegen Tageswerte in hoher räumlicher Dichte vor, die in früheren Jahrzehnten teilweise aber noch deutlich höher war als heute. Von 1969 bis 2000 gab es beispielsweise mehr als 4000 Stationen. Für die vergangenen 100 Jahre gibt es dabei Monatswerte von mehr als 2000 verschiedenen Stationen, und vor 1881 (dem Beginn der flächendeckenden Messung des DWD) liegt noch ein Netz von mehr als 100 Stationen vor. Die längste durchgehende Niederschlagsreihe in Deutschland besitzt die Station Aachen, die seit 1844 in Betrieb ist.
Seit etwa 1995 wird die Niederschlagsmessung zunehmend auf digitale Messsysteme umgestellt. Für diese Stationen liegen die Messungen zeitnah und in hoher zeitlicher Auflösung bis hin zu Minuten vor.
An den Niederschlagsstationen wird auch die Gesamtschneehöhe gemessen. In Bayern begannen diese Messungen bereits 1887, in den nördlichen Teilen Deutschlands erst gegen Ende der 1920er-Jahre. Ab etwa 1951 sind ausreichend digitale Schneehöhenangaben für ganz Deutschland vorhanden, obwohl diese an den Niederschlagsstationen in den alten Bundesländern erst ab 1979 vollständig digitalisiert vorliegen.

## Zeitreihe der Niederschlagssummen in Deutschland seit 1881
Auf Grundlage der kurzen Vorbetrachtung der Techniken und der Geschichte der Niederschlagsmessung in Deutschland, folgt nun eine Zusammenstellung der Messergebnisse für Deutschland seit 1881, nach Daten des Deutschen Wetterdienstes (DWD). Die Zeitreihe der Niederschläge in Deutschland gibt dabei die Summen der Niederschläge in Deutschland wieder. Die Niederschläge sind zu monatlichen, jahreszeitlichen und jährlichen Mittelwerten in [mm] zusammengefasst.

### Durchschnittliche Jahresniederschläge über unterschiedliche Zeitperioden und Gebiete

#### Durchschnittliche Jahresniederschläge in Deutschland über unterschiedliche Zeitperioden
Die Durchschnittswerte der Daten sind aus den Gebietsmittelwerten berechnet, die der Deutsche Wetterdienst (DWD) offen zur Verfügung stellt. Der DWD leitet diese Gebietsmittelwerte aus den Stationsmessungen ab. Dazu werden die Stationsdaten zunächst auf ein flächendeckendes Gitter mit einer Auflösung von 1 km ⋅ 1 km interpoliert.
Aufgelistet sind dabei die CLINO-Perioden der WMO (1901–1930, 1931–1960, 1961–1990 und 1991–2020), sowie die Mittelwerte der Gesamtreihe (1881–2019) und die 3 Jahrhunderte (1881–1900, 1901–2000, 2001–2020).
Die ermittelten Durchschnittswerte sind zudem ins Verhältnis mit der, von der Weltorganisation für Meteorologie (WMO) festgelegten, Normalperiode 1961–1990 gesetzt:
- Die grün markierten Felder liegen jeweils über dem langjährigen Mittelwert von 1961–1990.
- Die braun markierten Felder liegen jeweils unter dem langjährigen Mittelwert von 1961–1990.
- Die hellgelb markierten Felder liegen genau im Mittel von 1961–1990.
- Da für den Dezember noch keine flächendeckende Messung seitens des Deutschen Wetterdienstes (DWD) erfolgt, kann der Winter 1880/1881 noch nicht einbezogen werden. Daher ist der erste Winter in der Periode 1881–1910 der Winter 1881/1882.

|                                                                | Monatsmengen (in mm)                   | Monatsmengen (in mm)                   | Monatsmengen (in mm)                   | Monatsmengen (in mm)                   | Monatsmengen (in mm)                   | Monatsmengen (in mm)                   | Monatsmengen (in mm)                   | Monatsmengen (in mm)                   | Monatsmengen (in mm)                   | Monatsmengen (in mm)                   | Monatsmengen (in mm)                   | Monatsmengen (in mm)                   | Jahr                                   | Jahreszeitenmengen (in mm)             | Jahreszeitenmengen (in mm)             | Jahreszeitenmengen (in mm)             | Jahreszeitenmengen (in mm)             |
| Jan.                                                           | Feb.                                   | März                                   | April                                  | Mai                                    | Juni                                   | Juli                                   | Aug.                                   | Sep.                                   | Okt.                                   | Nov.                                   | Dez                                    | Win.                                   | Jahr                                   | Früh.                                  | Som.                                   | Her.                                   |                                        |
| 1881 bis Juni 2024 (gesamte Messreihe)                         | 1881 bis Juni 2024 (gesamte Messreihe) | 1881 bis Juni 2024 (gesamte Messreihe) | 1881 bis Juni 2024 (gesamte Messreihe) | 1881 bis Juni 2024 (gesamte Messreihe) | 1881 bis Juni 2024 (gesamte Messreihe) | 1881 bis Juni 2024 (gesamte Messreihe) | 1881 bis Juni 2024 (gesamte Messreihe) | 1881 bis Juni 2024 (gesamte Messreihe) | 1881 bis Juni 2024 (gesamte Messreihe) | 1881 bis Juni 2024 (gesamte Messreihe) | 1881 bis Juni 2024 (gesamte Messreihe) | 1881 bis Juni 2024 (gesamte Messreihe) | 1881 bis Juni 2024 (gesamte Messreihe) | 1881 bis Juni 2024 (gesamte Messreihe) | 1881 bis Juni 2024 (gesamte Messreihe) | 1881 bis Juni 2024 (gesamte Messreihe) | 1881 bis Juni 2024 (gesamte Messreihe) |
| -------------------------------------------------------------- | -------------------------------------- | -------------------------------------- | -------------------------------------- | -------------------------------------- | -------------------------------------- | -------------------------------------- | -------------------------------------- | -------------------------------------- | -------------------------------------- | -------------------------------------- | -------------------------------------- | -------------------------------------- | -------------------------------------- | -------------------------------------- | -------------------------------------- | -------------------------------------- | -------------------------------------- |
| Durchschnitt                                                   | 59,1                                   | 49,1                                   | 51,7                                   | 51,8                                   | 66,7                                   | 77,9                                   | 87,4                                   | 79,9                                   | 62,8                                   | 61,3                                   | 59,8                                   | 64,5                                   | 771,2                                  | 173,0                                  | 170,2                                  | 245,1                                  | 183,8                                  |
| 19. Jahrhundert; soweit zurück wie möglich nach DWD: 1881–1900 |                                        |                                        |                                        |                                        |                                        |                                        |                                        |                                        |                                        |                                        |                                        |                                        |                                        |                                        |                                        |                                        |                                        |
| Durchschnitt                                                   | 46,9                                   | 41,1                                   | 53,7                                   | 44,9                                   | 65,0                                   | 77,7                                   | 94,8                                   | 75,9                                   | 63,1                                   | 68,6                                   | 49,0                                   | 58,3                                   | 739,1                                  | 146,6                                  | 163,6                                  | 248,4                                  | 180,8                                  |
| 20. Jahrhundert: 1901 bis 2000                                 |                                        |                                        |                                        |                                        |                                        |                                        |                                        |                                        |                                        |                                        |                                        |                                        |                                        |                                        |                                        |                                        |                                        |
| Durchschnitt                                                   | 59,3                                   | 49,4                                   | 51,1                                   | 55,1                                   | 65,6                                   | 79,0                                   | 86,3                                   | 80,1                                   | 63,0                                   | 59,7                                   | 61,1                                   | 64,5                                   | 774,1                                  | 173,4                                  | 171,8                                  | 245,3                                  | 183,8                                  |
| 21. Jahrhundert, soweit verfügbar: 2001 bis April 2025         |                                        |                                        |                                        |                                        |                                        |                                        |                                        |                                        |                                        |                                        |                                        |                                        |                                        |                                        |                                        |                                        |                                        |
| Durchschnitt                                                   | 68,9                                   | 53,4                                   | 51,3                                   | 43,3                                   | 72,7                                   | 73,7                                   | 85,7                                   | 81,9                                   | 63,2                                   | 61,7                                   | 63,3                                   | 69,3                                   | 791,1                                  | 190,8                                  | 169,1                                  | 241,3                                  | 188,2                                  |
| aktuelle CLINO-Periode 1991–2020                               |                                        |                                        |                                        |                                        |                                        |                                        |                                        |                                        |                                        |                                        |                                        |                                        |                                        |                                        |                                        |                                        |                                        |
| Durchschnitt                                                   | 64,9                                   | 53,2                                   | 57,1                                   | 44,7                                   | 69,6                                   | 75,5                                   | 87,2                                   | 77,8                                   | 64,5                                   | 63,3                                   | 62,7                                   | 71,0                                   | 791,5                                  | 189,5                                  | 171,4                                  | 240,5                                  | 190,4                                  |
| Periode 1981–2010                                              |                                        |                                        |                                        |                                        |                                        |                                        |                                        |                                        |                                        |                                        |                                        |                                        |                                        |                                        |                                        |                                        |                                        |
| Durchschnitt                                                   | 65,7                                   | 54,9                                   | 64,5                                   | 50,7                                   | 71,6                                   | 77,7                                   | 84,5                                   | 77,6                                   | 67,8                                   | 63,5                                   | 67,0                                   | 73,3                                   | 818,8                                  | 193,2                                  | 186,8                                  | 239,7                                  | 198,3                                  |
| Periode 1971–2000                                              |                                        |                                        |                                        |                                        |                                        |                                        |                                        |                                        |                                        |                                        |                                        |                                        |                                        |                                        |                                        |                                        |                                        |
| Durchschnitt                                                   | 61,5                                   | 48,6                                   | 59,1                                   | 53,0                                   | 66,7                                   | 83,1                                   | 80,5                                   | 70,7                                   | 64,0                                   | 61,2                                   | 66,0                                   | 73,1                                   | 787,7                                  | 183,2                                  | 178,8                                  | 234,3                                  | 191,3                                  |
| CLINO-Periode 1961–1990                                        |                                        |                                        |                                        |                                        |                                        |                                        |                                        |                                        |                                        |                                        |                                        |                                        |                                        |                                        |                                        |                                        |                                        |
| Durchschnitt                                                   | 60,8                                   | 49,4                                   | 56,6                                   | 58,3                                   | 71,1                                   | 84,6                                   | 77,6                                   | 77,2                                   | 61,1                                   | 55,8                                   | 66,4                                   | 70,2                                   | 788,9                                  | 180,7                                  | 185,9                                  | 239,4                                  | 183,3                                  |
| Periode 1951–1980                                              |                                        |                                        |                                        |                                        |                                        |                                        |                                        |                                        |                                        |                                        |                                        |                                        |                                        |                                        |                                        |                                        |                                        |
| Durchschnitt                                                   | 57,3                                   | 49,0                                   | 49,7                                   | 54,9                                   | 67,5                                   | 84,6                                   | 85,9                                   | 83,2                                   | 60,4                                   | 55,1                                   | 62,2                                   | 65,4                                   | 775,3                                  | 171,2                                  | 172,1                                  | 253,7                                  | 177,7                                  |
| Periode 1941–1970                                              |                                        |                                        |                                        |                                        |                                        |                                        |                                        |                                        |                                        |                                        |                                        |                                        |                                        |                                        |                                        |                                        |                                        |
| Durchschnitt                                                   | 58,3                                   | 55,5                                   | 47,6                                   | 54,0                                   | 68,3                                   | 81,7                                   | 88,8                                   | 85,5                                   | 60,0                                   | 53,9                                   | 61,6                                   | 62,8                                   | 778,0                                  | 177,3                                  | 169,9                                  | 256,0                                  | 175,5                                  |
| CLINO-Periode 1931–1960                                        |                                        |                                        |                                        |                                        |                                        |                                        |                                        |                                        |                                        |                                        |                                        |                                        |                                        |                                        |                                        |                                        |                                        |
| Durchschnitt                                                   | 60,4                                   | 53,5                                   | 43,9                                   | 52,7                                   | 64,0                                   | 79,7                                   | 92,4                                   | 82,7                                   | 63,6                                   | 60,7                                   | 57,6                                   | 55,3                                   | 766,5                                  | 167,6                                  | 160,6                                  | 254,8                                  | 182,0                                  |
| Periode 1921–1950                                              |                                        |                                        |                                        |                                        |                                        |                                        |                                        |                                        |                                        |                                        |                                        |                                        |                                        |                                        |                                        |                                        |                                        |
| Durchschnitt                                                   | 58,1                                   | 51,0                                   | 41,7                                   | 58,4                                   | 65,5                                   | 76,7                                   | 89,0                                   | 83,1                                   | 63,4                                   | 64,8                                   | 62,5                                   | 53,8                                   | 768,0                                  | 162,8                                  | 165,7                                  | 248,8                                  | 190,6                                  |
| Periode 1911–1940                                              |                                        |                                        |                                        |                                        |                                        |                                        |                                        |                                        |                                        |                                        |                                        |                                        |                                        |                                        |                                        |                                        |                                        |
| Durchschnitt                                                   | 60,3                                   | 43,9                                   | 46,6                                   | 58,7                                   | 62,5                                   | 74,4                                   | 87,6                                   | 83,4                                   | 64,9                                   | 66,4                                   | 56,9                                   | 60,9                                   | 766,6                                  | 164,6                                  | 167,8                                  | 245,5                                  | 188,2                                  |
| CLINO-Periode 1901–1930                                        |                                        |                                        |                                        |                                        |                                        |                                        |                                        |                                        |                                        |                                        |                                        |                                        |                                        |                                        |                                        |                                        |                                        |
| Durchschnitt                                                   | 56,8                                   | 43,8                                   | 48,4                                   | 55,8                                   | 62,1                                   | 72,7                                   | 88,0                                   | 83,4                                   | 62,3                                   | 59,8                                   | 58,3                                   | 64,0                                   | 755,3                                  | 165,9                                  | 166,2                                  | 244,1                                  | 180,5                                  |
| Periode 1891–1920                                              |                                        |                                        |                                        |                                        |                                        |                                        |                                        |                                        |                                        |                                        |                                        |                                        |                                        |                                        |                                        |                                        |                                        |
| Durchschnitt                                                   | 56,3                                   | 45,7                                   | 53,6                                   | 51,9                                   | 61,9                                   | 73,3                                   | 89,9                                   | 77,6                                   | 63,5                                   | 56,8                                   | 49,6                                   | 63,7                                   | 743,8                                  | 164,5                                  | 167,4                                  | 240,8                                  | 169,9                                  |
| Periode 1881–1910 *                                            |                                        |                                        |                                        |                                        |                                        |                                        |                                        |                                        |                                        |                                        |                                        |                                        |                                        |                                        |                                        |                                        |                                        |
| Durchschnitt                                                   | 48,7                                   | 44,1                                   | 52,8                                   | 48,0                                   | 64,5                                   | 75,7                                   | 93,9                                   | 77,9                                   | 63,1                                   | 63,1                                   | 51,9                                   | 57,2                                   | 740,8                                  | 150,8                                  | 165,2                                  | 247,4                                  | 178,2                                  |

Die folgenden drei Karten zeigen abschließend die Veränderungen der mittleren jährlichen Niederschlagssummen für die Zeiträume 1971-2000, 1981-2010 und 1991-2020, durch Vergleich mit der CLINO-Periode 1961-1990. Die Abweichungen der jeweiligen Zeiträume im Vergleich mit 1961–1990 sind in Prozent (%) angegeben.
So lässt sich gut einsehen in welchen Gebieten es in Deutschland in den Zeiträumen 1971-2000, 1981-2010 und 1991-2020 nasser oder trockener geworden ist, im Vergleich zu 1961-1990.

#### Die 20 niederschlagsreichsten und niederschlagsärmsten Jahre/Jahreszeiten in Deutschland seit 1881
Die Tabellen zeigen die jeweils 20 nassesten und trockensten Jahre/Jahreszeiten seit Beginn der DWD-Reihe 1881 in Deutschland, abgerufen über Kachelmannwetter.com.
Jahre ab dem Jahr 1991 werden mit hellgrün/hellbraun in fett markiert, damit man erkennen kann welche Jahre aus den letzten Jahrzehnten in der Liste vertreten sind.

#### Jahre
| Rang | Jahr | Niederschlag in mm |
| ---- | ---- | ------------------ |
| 1    | 2002 | 1018,1             |
| 2    | 1981 | 995,3              |
| 3    | 1965 | 989,4              |
| 4    | 2007 | 969,5              |
| 5    | 1966 | 965,1              |
| 6    | 2023 | 958,0              |
| 7    | 2001 | 928,8              |
| 8    | 1882 | 926,7              |
| 9    | 1998 | 919,7              |
| 10   | 1939 | 916,3              |
| 11   | 1970 | 913,5              |
| 12   | 2024 | 901,6              |
| 13   | 1922 | 894,0              |
| 14   | 1994 | 890,6              |
| 15   | 1993 | 885,7              |
| 16   | 1974 | 885,4              |
| 17   | 1926 | 885,0              |
| 18   | 1987 | 884,7              |
| 19   | 1995 | 877,5              |
| 20   | 1954 | 877,1              |

| Rang | Jahr | Niederschlag in mm |
| ---- | ---- | ------------------ |
| 1    | 1959 | 551,1              |
| 2    | 1911 | 556,7              |
| 3    | 1921 | 578,4              |
| 4    | 2018 | 586,3              |
| 5    | 1929 | 591,3              |
| 6    | 1953 | 591,8              |
| 7    | 1976 | 592,0              |
| 8    | 1971 | 601,3              |
| 9    | 1887 | 601,7              |
| 10   | 2003 | 608,2              |
| 11   | 1934 | 615,3              |
| 12   | 1943 | 620,1              |
| 13   | 1964 | 631,1              |
| 14   | 1904 | 638,8              |
| 15   | 1991 | 644,5              |
| 16   | 1892 | 647,2              |
| 17   | 1933 | 656,2              |
| 18   | 1949 | 656,4              |
| 19   | 1963 | 658,7              |
| 20   | 1975 | 659,5              |

#### Winter
| Rang | Jahr       | Niederschlag in mm |
| ---- | ---------- | ------------------ |
| 1    | 1948       | 304,0              |
| 2    | 1994, 1995 | 278,6              |
| 3    | 2024       | 276,7              |
| 4    | 2000       | 271,1              |
| 5    | 1916       | 268,9              |
| 6    | 2012       | 254,2              |
| 7    | 1966       | 250,7              |
| 8    | 2002       | 248,6              |
| 9    | 1920       | 246,4              |
| 10   | 1967       | 239,6              |
| 11   | 1987       | 235,7              |
| 12   | 1946       | 232,6              |
| 13   | 1958       | 232,5              |
| 14   | 1926       | 232,2              |
| 15   | 1962       | 230,3              |
| 16   | 1950       | 228,7              |
| 17   | 1983       | 226,1              |
| 18   | 1990       | 224,7              |
| 19   | 2020       | 222,1              |
| 20   | 2007       | 220,7              |

| Rang | Jahr       | Niederschlag in mm |
| ---- | ---------- | ------------------ |
| 1    | 1891       | 68,6               |
| 2    | 1972       | 69,2               |
| 3    | 1964       | 70,6               |
| 4    | 1933       | 90,9               |
| 5    | 1949       | 92,5               |
| 6    | 1934       | 93,9               |
| 7    | 1882       | 96,4               |
| 8    | 1947       | 97,1               |
| 9    | 1973       | 98,5               |
| 10   | 1996       | 107,2              |
| 11   | 1929       | 110,9              |
| 12   | 1889       | 114,4              |
| 13   | 2017       | 116,4              |
| 14   | 1971       | 116,7              |
| 15   | 2014       | 118,2              |
| 16   | 1887       | 120,0              |
| 17   | 1909, 1940 | 120,1              |
| 18   | 1954       | 120,3              |
| 19   | 1963       | 120,8              |
| 20   | 1943       | 121,7              |

#### Frühling
| Rang | Jahr | Niederschlag in mm |
| ---- | ---- | ------------------ |
| 1    | 1983 | 279                |
| 2    | 1994 | 260,5              |
| 3    | 1965 | 257,8              |
| 4    | 1914 | 249,1              |
| 5    | 2006 | 244,8              |
| 6    | 1970 | 239,1              |
| 7    | 1898 | 232,8              |
| 8    | 1961 | 228,2              |
| 9    | 2024 | 228,0              |
| 10   | 1979 | 223,8              |
| 11   | 2001 | 223,1              |
| 12   | 1986 | 222,4              |
| 13   | 1995 | 219,1              |
| 14   | 1981 | 217,1              |
| 15   | 1897 | 215,4              |
| 16   | 1966 | 215,3              |
| 17   | 1939 | 210,1              |
| 18   | 1967 | 207,4              |
| 19   | 2000 | 206,9              |
| 20   | 1937 | 206,7              |

| Rang | Jahr | Niederschlag in mm |
| ---- | ---- | ------------------ |
| 1    | 1893 | 85,3               |
| 2    | 2011 | 89,5               |
| 3    | 2025 | 95,2               |
| 4    | 1929 | 103,7              |
| 5    | 1976 | 104,5              |
| 6    | 1883 | 104,9              |
| 7    | 2020 | 105,6              |
| 8    | 1934 | 109,4              |
| 9    | 1921 | 109,8              |
| 10   | 2012 | 110,5              |
| 11   | 1892 | 113,9              |
| 12   | 1918 | 116,4              |
| 13   | 1990 | 116,9              |
| 14   | 1991 | 118,2              |
| 15   | 2022 | 118,5              |
| 16   | 1953 | 118,7              |
| 17   | 1884 | 121,5              |
| 18   | 1974 | 124,4              |
| 19   | 1946 | 126,9              |
| 20   | 1911 | 127,7              |

#### Sommer
| Rang | Jahr       | Niederschlag in mm |
| ---- | ---------- | ------------------ |
| 1    | 1882       | 357,5              |
| 2    | 1927       | 349,8              |
| 3    | 1954, 1956 | 346,3              |
| 4    | 1931       | 336,5              |
| 5    | 1910       | 328,3              |
| 6    | 1966       | 327,6              |
| 7    | 2007       | 324,9              |
| 8    | 1926       | 322,7              |
| 9    | 1924       | 322,2              |
| 10   | 1948       | 319,9              |
| 11   | 1980       | 316,7              |
| 12   | 2011       | 310,9              |
| 13   | 1891       | 307,8              |
| 14   | 2017       | 307,3              |
| 15   | 2002       | 306,9              |
| 16   | 2021       | 305,1              |
| 17   | 1896       | 305,0              |
| 18   | 1890       | 304,6              |
| 19   | 1987       | 300,1              |
| 20   | 1912       | 296,7              |

| Rang | Jahr | Niederschlag in mm |
| ---- | ---- | ------------------ |
| 1    | 1911 | 123,9              |
| 2    | 2018 | 129,4              |
| 3    | 1904 | 133,0              |
| 4    | 1976 | 138,2              |
| 5    | 2022 | 142,9              |
| 6    | 1983 | 145,1              |
| 7    | 2003 | 153,0              |
| 8    | 1947 | 157,6              |
| 9    | 1887 | 166,0              |
| 10   | 1949 | 167,5              |
| 11   | 1921 | 169,9              |
| 12   | 2019 | 174,6              |
| 13   | 1964 | 175,2              |
| 14   | 1899 | 182,0              |
| 15   | 1952 | 185,0              |
| 16   | 1973 | 186,1              |
| 17   | 2013 | 187,1              |
| 18   | 1893 | 188,1              |
| 19   | 1929 | 190,2              |
| 20   | 1962 | 192,8              |

#### Herbst
| Rang | Jahr | Niederschlag in mm |
| ---- | ---- | ------------------ |
| 1    | 1998 | 351,6              |
| 2    | 1939 | 300,8              |
| 3    | 1930 | 293,8              |
| 4    | 1952 | 290,6              |
| 5    | 1981 | 284,6              |
| 6    | 2002 | 281,7              |
| 7    | 1882 | 280,1              |
| 8    | 2001 | 268,8              |
| 9    | 1974 | 268,3              |
| 10   | 1944 | 266,7              |
| 11   | 2023 | 258,1              |
| 12   | 1960 | 243,5              |
| 13   | 1932 | 241,4              |
| 14   | 1905 | 237,2              |
| 15   | 1990 | 236,9              |
| 16   | 1893 | 236,0              |
| 17   | 1923 | 235,3              |
| 18   | 1922 | 235,0              |
| 19   | 2013 | 233,3              |
| 20   | 1992 | 232,1              |

| Rang | Jahr       | Niederschlag in mm |
| ---- | ---------- | ------------------ |
| 1    | 1953       | 83,8               |
| 2    | 1959       | 91,2               |
| 3    | 2018       | 92,8               |
| 4    | 1908       | 95,1               |
| 5    | 1948       | 100,3              |
| 6    | 1920       | 101,0              |
| 7    | 1962       | 105,0              |
| 8    | 1907       | 106,8              |
| 9    | 2011       | 106,8              |
| 10   | 1921       | 114,1              |
| 11   | 1898       | 118,4              |
| 12   | 1902       | 123,0              |
| 13   | 1949       | 124,7              |
| 14   | 1891       | 125,4              |
| 15   | 1969       | 127,3              |
| 16   | 1997       | 127,4              |
| 17   | 2021       | 129,9              |
| 18   | 1937, 1971 | 133,4              |
| 19   | 1985       | 136,2              |
| 20   | 1955       | 138,1              |

#### Mittelwert (1961–1990) für die Niederschläge der Bundesländer in Deutschland
Diese Tabelle zeigt den Durchschnitt (1961–1990) der Niederschlagssummen aller Bundesländern in Deutschland. Die Daten sind zu monatlichen-, Jahreszeitlichen- und Jahres-Werten, zusammengefasst. Die höchsten Werte sind in dunkelgrün markiert, die niedrigsten Werte in dunkelbraun.
In der Tabelle kann man auch gut den Unterschied im Niederschlag, von Ost- und Westdeutschland, sehen. Der Osten Deutschlands ist dabei deutlich trockener, als der Westen. Um das zu verdeutlichen, sind die Ostdeutschen Bundesländer gelblich hinterlegt.
Einige Bundesländer sind zusammengefasst:
- kombiniert Niedersachsen: Niedersachsen, Bremen und Hamburg
- kombiniert Rheinland-Pfalz: Rheinland-Pfalz und Saarland
- kombiniert Brandenburg: Brandenburg und Berlin

| Bundesland oder Bundeslandkombination | Monatsmengen (in mm) | Monatsmengen (in mm) | Monatsmengen (in mm) | Monatsmengen (in mm) | Monatsmengen (in mm) | Monatsmengen (in mm) | Monatsmengen (in mm) | Monatsmengen (in mm) | Monatsmengen (in mm) | Monatsmengen (in mm) | Monatsmengen (in mm) | Monatsmengen (in mm) | Jahr  | Jahreszeitenmengen (in mm) | Jahreszeitenmengen (in mm) | Jahreszeitenmengen (in mm) | Jahreszeitenmengen (in mm) |
| Bundesland oder Bundeslandkombination | Jan.                 | Feb.                 | März                 | April                | Mai                  | Juni                 | Juli                 | Aug.                 | Sep.                 | Okt.                 | Nov.                 | Dez                  | Jahr  | Win.                       | Früh.                      | Som.                       | Her.                       |
| ------------------------------------- | -------------------- | -------------------- | -------------------- | -------------------- | -------------------- | -------------------- | -------------------- | -------------------- | -------------------- | -------------------- | -------------------- | -------------------- | ----- | -------------------------- | -------------------------- | -------------------------- | -------------------------- |
| Brandenburg/Berlin                    | 40,4                 | 32,6                 | 36,4                 | 40,9                 | 53,8                 | 64,6                 | 53,7                 | 58,7                 | 44,7                 | 36,7                 | 45,3                 | 50,0                 | 557,7 | 123,3                      | 131,0                      | 177,0                      | 126,7                      |
| Baden-Württemberg                     | 74,9                 | 67,8                 | 70,2                 | 77,7                 | 95,6                 | 106,9                | 90,7                 | 94,4                 | 69,9                 | 67,7                 | 81,9                 | 82,2                 | 979,8 | 224,0                      | 243,4                      | 291,9                      | 219,4                      |
| Bayern                                | 66,4                 | 57,9                 | 62,4                 | 70,0                 | 90,3                 | 111,8                | 101,3                | 101,2                | 72,3                 | 61,5                 | 70,1                 | 75,5                 | 940,7 | 199,9                      | 222,8                      | 314,3                      | 203,8                      |
| Hessen                                | 63,2                 | 52,0                 | 61,6                 | 58,8                 | 70,5                 | 79,9                 | 72,7                 | 69,6                 | 57,4                 | 59,0                 | 71,3                 | 77,2                 | 793,3 | 192,9                      | 190,9                      | 222,2                      | 187,7                      |
| Mecklenburg-Vorpommern                | 45,3                 | 31,4                 | 41,1                 | 41,8                 | 51,3                 | 62,6                 | 65,6                 | 58,7                 | 50,9                 | 42,0                 | 52,0                 | 52,1                 | 594,8 | 130,2                      | 134,2                      | 186,9                      | 144,9                      |
| Niedersachsen/Hamburg/Bremen          | 62,0                 | 44,2                 | 54,7                 | 51,9                 | 61,2                 | 76,3                 | 72,8                 | 70,4                 | 60,2                 | 55,7                 | 66,4                 | 70,0                 | 745,6 | 177,1                      | 167,8                      | 219,4                      | 182,3                      |
| Nordrhein-Westfalen                   | 76,8                 | 57,5                 | 71,1                 | 61,8                 | 71,9                 | 84,3                 | 82,4                 | 72,9                 | 67,1                 | 62,4                 | 78,7                 | 88,2                 | 875,1 | 222,8                      | 204,9                      | 239,5                      | 208,2                      |
| Rheinland-Pfalz/Saarland              | 68,9                 | 58,9                 | 65,3                 | 57,9                 | 71,2                 | 76,7                 | 72,0                 | 70,2                 | 61,0                 | 64,9                 | 77,4                 | 78,6                 | 823,0 | 206,1                      | 194,4                      | 218,8                      | 203,4                      |
| Schleswig-Holstein                    | 64,3                 | 41,6                 | 52,6                 | 49,0                 | 53,5                 | 69,0                 | 80,1                 | 73,1                 | 75,4                 | 73,3                 | 83,1                 | 73,2                 | 788,1 | 179,9                      | 155,1                      | 222,2                      | 231,7                      |
| Sachsen                               | 48,8                 | 42,6                 | 46,7                 | 57,4                 | 66,8                 | 76,4                 | 68,9                 | 77,1                 | 55,1                 | 47,2                 | 52,3                 | 60,2                 | 699,4 | 152,0                      | 170,9                      | 222,3                      | 154,6                      |
| Sachsen-Anhalt                        | 38,7                 | 33,2                 | 39,7                 | 43,3                 | 51,9                 | 62,8                 | 52,2                 | 59,0                 | 41,6                 | 35,6                 | 42,9                 | 46,7                 | 547,6 | 119,2                      | 134,9                      | 174,0                      | 120,1                      |
| Thüringen                             | 51,0                 | 44,3                 | 51,9                 | 58,3                 | 65,8                 | 78,4                 | 62,6                 | 69,3                 | 51,0                 | 47,7                 | 56,3                 | 63,5                 | 700,0 | 159,4                      | 176,1                      | 210,2                      | 154,9                      |

### Zeitreihe der Niederschlagssummen in Tabellenform für Deutschland seit 1881
Es folgen die Messwerte in Abschnitten zu jeweils zehn Jahren (Dekaden) mit dem dazugehörigen 10-Jahres-Mittelwert. Die Daten stammen vom Deutschen Wetterdienst.
- Die grün markierten Felder liegen jeweils über dem langjährigen Mittelwert von 1961–1990.
- Die braun markierten Felder liegen jeweils unter dem langjährigen Mittelwert von 1961–1990.
- Die hellgelb markierten Felder liegen genau im Mittel von 1961–1990.
- Die dunkelbraun markierten Felder stellen das Minimum, der Reihe, dar.
- Die dunkelgrün markierten Felder stellen das Maximum, der Reihe, dar.
- Besonders trockene/nasse Monate/Jahreszeiten/Jahre und sonstige besondere Wetterereignisse werden in kleinen Texten jeweils genauer beleuchtet.
- Die Niederschlagssumme des laufenden Monats wird so aktuell wie möglich angegeben in Kursiv und mit Verweis aufs Datum*. Dabei wird zusätzlich farblich wie bei den übrigen Monaten hinterlegt, ob der Monat aktuell bis zum angegebenen Datum zu trocken oder zu nass war (verglichen mit 1961–1990).

Zur kurzen Übersicht vor der dekadischen, tabellarischen Zeitreihe der Niederschlagssummen folgt nun eine Animation zu den jährlichen Niederschlagsabweichungen seit dem Jahr 1991. Somit können die Jahre in der Referenzperiode 1991-2020 auch graphisch eingesehen werden.

#### 2021 bis 2030
- Juli 2021: Der Juli 2021 war ein sehr unwetterträchtiger Monat. Er brachte zunächst regional heftige, teils auch gewittrige Niederschläge samt Überflutungen und war etwa 40 Prozent zu nass. Am 13. Juli setzen in Nordrhein-Westfalen Regenfälle ein, die sich am 14. Juli zwischen der Kölner Bucht und der Eifel ausweiteten und ein historisches Ausmaß annahmen. Es folgten in der Eifel verheerende Fluten, die zu einer der für Deutschland folgenreichsten Naturkatastrophen seit der Sturmflut 1962 führten; siehe Hochwasser in West- und Mitteleuropa 2021.[8]
- September 2022: Der Monat brachte, mit bemittelt 100 l/m², rund 155 % des Niederschlags eines „normalen“ Septembers. Damit kehrte nun eine deutliche Entspannung ein, was die, durch den trockenen Sommer, dürregeplagten Regionen betraf. Teilweise brachte dort der September mehr Niederschlag als alle Sommermonate (Juni, Juli, August) zuvor zusammen. Insgesamt war der September 2022 der nasseste seit 2001 und belegt damit Platz 9 der niederschlagsreichsten September-Monate seit 1881.[9]
- Oktober 2023: Dieser Monat war der niederschlagreichste Oktober seit 2002. Im Nordseeumfeld traten örtlich rekordverdächtige Monatssummen von über 200 l/m² auf.[10]
- November 2023: Nach dem Oktober war auch der November sehr niederschlagsreich und erreichte fast die doppelte Niederschlagsmenge im Vergleich zur Referenzperiode von 1961 bis 1990. Höhere Werte wurden zuletzt im November 1944 gemessen. Spitzenwerte mit über 500 l/m² wurden im Schwarzwald gemessen.[11]
- Jahr 2023: In diesem Jahr fielen mit gemittelt 958 l/m² über 20 Prozent mehr Niederschlag als in der Referenzperiode 1961-1990. Jeder Monat bis auf Februar, Mai, Juni und September wies einen Niederschlagsüberschuss auf. Insgesamt war es damit das 6. nasseste Jahr seit Aufzeichnungsbeginn im Jahr 1881.[12]
- Juli 2023 bis Juni 2024: Noch nie seit Messbeginn im Jahr 1881 gab es in Deutschland so niederschlagsreiche zusammenhängende zwölf Monate.[13] Dieser Rekord wurde kurz darauf vom Zeitraum Oktober 2023 bis September 2024 nochmal um 0,3 l/m² überboten. In Südbayern war das hydrologische Jahr von November 2023 bis Oktober 2024, der niederschlagsreichste 12-Monatszeitraum seit 1950.
- nach einem extrem trockenen und sonnigen Frühjahr fiel im Juli 2025 deutlich mehr als der übliche Niederschlag.

| Jahr               | Monatsmenge | Monatsmenge | Monatsmenge | Monatsmenge | Monatsmenge | Monatsmenge | Monatsmenge | Monatsmenge | Monatsmenge | Monatsmenge | Monatsmenge | Monatsmenge | Jahr  | Jahreszeitenmenge | Jahreszeitenmenge | Jahreszeitenmenge | Jahreszeitenmenge |
| Jahr               | Jan.        | Feb.        | März        | April       | Mai         | Juni        | Juli        | Aug.        | Sep.        | Okt.        | Nov.        | Dez.        | Jahr  | Win.              | Früh.             | Som.              | Her.              |
| ------------------ | ----------- | ----------- | ----------- | ----------- | ----------- | ----------- | ----------- | ----------- | ----------- | ----------- | ----------- | ----------- | ----- | ----------------- | ----------------- | ----------------- | ----------------- |
| 2025               | 79,1        | 23,4        | 17,3        | 30,0        | 47,9        | 58,8        | *114,0      |             |             |             |             |             |       | 157,0             | 95,2              |                   |                   |
| 2024               | 75,2        | 81,1        | 45,8        | 64,4        | 117,8       | 89,2        | 89,3        | 61,4        | 102,8       | 59,8        | 60,4        | 54,4        | 901,6 | 276,7             | 228,0             | 239,9             | 223,0             |
| 2023               | 69,4        | 43,1        | 90,4        | 63,6        | 42,7        | 50,4        | 97,0        | 122,9       | 33,3        | 100,7       | 124,1       | 120,4       | 958,0 | 179,6             | 196,7             | 270,3             | 258,1             |
| 2022               | 58,2        | 83,7        | 15,0        | 56,5        | 47,0        | 56,2        | 37,8        | 48,9        | 100,0       | 49,7        | 48,9        | 67,1        | 669,1 | 203,3             | 118,5             | 142,9             | 198,7             |
| 2021               | 80,2        | 48,9        | 46,0        | 34,7        | 94,9        | 95,4        | 107,2       | 102,5       | 35,3        | 44,8        | 49,7        | 61,4        | 801,1 | 186,6             | 175,6             | 305,1             | 129,9             |
| Durch.             | 72,4        | 56,0        | 42,9        | 49,8        | 70,1        | 70,0        | 89,1        | 83,9        | 67,9        | 63,8        | 70,8        | 75,8        | 832,5 | 200,6             | 162,8             | 239,6             | 202,4             |
| Durch. (1961–1990) | 60,8        | 49,4        | 56,6        | 58,3        | 71,1        | 84,6        | 77,6        | 77,2        | 61,1        | 55,8        | 66,4        | 70,2        | 788,9 | 180,7             | 185,9             | 239,4             | 183,3             |

* Vorläufig aufsummierte, gemittelte Niederschlagssummen für Juli 2025, nach dem DWD. Daten:
Tagesmenge in mmDatum0246810121.Juni26.Juni21.Juli15.AugustNiederschlag in mmTagesniederschlag für Sommer 2025Deutschlandmittel

#### 2011 bis 2020
- November 2011: Seit Messbeginn im Jahre 1881 gab es keinen derart trockenen November und auch keinen trockeneren Monat überhaupt. Der bisherige Tiefstwert für einen Monat im April 1893 mit 3,7 l/m² wurde eingestellt. An einigen Stationen fiel in diesem November kein einziger Tropfen. Die anhaltende Trockenheit ließ die Pegel vieler Flüsse auf Rekordtiefststände sinken und in den Bayerischen Alpen blieb Schnee Mangelware bei gleichzeitig erhöhter Waldbrandgefahr.[15]

- Frühling 2011: Der Frühling 2011 war nicht nur der zweitsonnigste und drittwärmste Frühling seit Aufzeichnungsbeginn, mit spärlichen 89,5 Litern pro Quadratmeter erlebte Deutschland ebenso den zweittrockensten Frühling seit Beginn der Messungen vor 130 Jahren. Die Pegelstände der meisten Flüsse waren so niedrig wie seit etwa 100 Jahren nicht mehr zu dieser Jahreszeit.

- Dezember 2011: Nach dem ungewöhnlich trockenen November folgte ein sehr nasser Dezember. Mit 124,1 l/m² fielen ca. 175 % Niederschlag des normalen „Dezember-Solls“. Grund für die hohe Niederschlagsmenge war zum Beispiel die Tiefdruckwelle „Christoph“. Diese brachte am 4. Dezember in der Mitte und im Süden Deutschlands intensive Regenfälle und beendete die Trockenheit des Vormonats. Ebenfalls prägnant der Ausläufer des Tiefs „Louis“. Dieser verwandelte die Gebiete im Westen und Süden am 20. Dezember in winterliche Landschaften. Insgesamt nassester deutscher Ort war im Dezember Freudenstadt im Schwarzwald mit 384 l/m.

- Jahr 2018: Das Jahr 2018 erreichte mit rund 586 Litern pro Quadratmeter (l/m²) nur 75 Prozent seines Klimawertes von 789 l/m². Damit gehört es zu den niederschlagsärmsten seit Beginn regelmäßiger Messungen 1881. Von Februar bis November blieben zehn Monate in Folge zu trocken.[16]

- Februar 2020: Der Februar erreichte mit rund 125 Litern pro Quadratmeter (l/m²) etwa 250 Prozent seines Solls von 49 l/m². Damit ist der Februar 2020 der zweitnasseste Februarmonat seit 1881, nach dem Februar 1946 mit 127 l/m². Verantwortlich für den starken Niederschlag waren zahlreiche Tiefdruckgebiete, die mit ihren Ausläufern über Deutschland zogen. Oft blieben ihre Wolken am Westrand der Berge hängen und sorgten dort für langanhaltende Niederschläge.[17]

| Jahr               | Monatsmenge | Monatsmenge | Monatsmenge | Monatsmenge | Monatsmenge | Monatsmenge | Monatsmenge | Monatsmenge | Monatsmenge | Monatsmenge | Monatsmenge | Monatsmenge | Jahr  | Jahreszeitenmenge | Jahreszeitenmenge | Jahreszeitenmenge | Jahreszeitenmenge |
| Jahr               | Jan.        | Feb.        | März        | April       | Mai         | Juni        | Juli        | Aug.        | Sep.        | Okt.        | Nov.        | Dez.        | Jahr  | Win.              | Früh.             | Som.              | Her.              |
| ------------------ | ----------- | ----------- | ----------- | ----------- | ----------- | ----------- | ----------- | ----------- | ----------- | ----------- | ----------- | ----------- | ----- | ----------------- | ----------------- | ----------------- | ----------------- |
| 2020               | 40,5        | 124,1       | 50,9        | 16,3        | 38,4        | 90,9        | 51,8        | 85,5        | 50,0        | 78,4        | 20,7        | 57,5        | 704,9 | 223,4             | 105,6             | 228,2             | 149,0             |
| 2019               | 81,8        | 29,9        | 74,7        | 29,4        | 78,6        | 55,6        | 56,0        | 63,0        | 64,5        | 83,8        | 58,9        | 58,8        | 735,0 | 215,8             | 182,7             | 174,6             | 207,2             |
| 2018               | 101,7       | 17,8        | 50,9        | 37,7        | 52,0        | 47,4        | 40,0        | 42,0        | 44,2        | 28,4        | 20,2        | 104,1       | 586,3 | 198,6             | 140,6             | 129,4             | 92,8              |
| 2017               | 45,2        | 44,6        | 57,0        | 41,4        | 59,6        | 89,3        | 132,4       | 85,6        | 66,3        | 76,7        | 81,5        | 79,1        | 858,7 | 116,4             | 157,9             | 307,3             | 224,6             |
| 2016               | 77,3        | 77,8        | 45,5        | 53,3        | 67,7        | 115,5       | 70,0        | 46,2        | 39,1        | 57,0        | 57,3        | 26,5        | 733,1 | 191,5             | 166,5             | 231,7             | 153,4             |
| 2015               | 85,4        | 22,3        | 55,5        | 41,4        | 51,7        | 57,5        | 72,2        | 74,8        | 56,3        | 46,6        | 101,0       | 36,5        | 701,3 | 183,2             | 148,6             | 204,5             | 203,9             |
| 2014               | 44,9        | 32,1        | 18,6        | 42,4        | 90,4        | 51,4        | 126,6       | 97,2        | 54,5        | 63,7        | 29,7        | 75,5        | 727,1 | 118,2             | 151,4             | 275,2             | 148,0             |
| 2013               | 64,4        | 51,1        | 33,4        | 39,9        | 128,2       | 91,8        | 38,9        | 56,4        | 83,4        | 77,8        | 72,1        | 41,2        | 778,7 | 213,5             | 201,5             | 187,1             | 233,3             |
| 2012               | 105,1       | 25,0        | 14,9        | 42,7        | 52,8        | 97,1        | 99,0        | 64,7        | 49,0        | 60,7        | 58,5        | 98,0        | 767,5 | 254,2             | 110,5             | 260,8             | 168,2             |
| 2011               | 63,8        | 30,5        | 20,4        | 25,0        | 44,1        | 89,9        | 124,0       | 97,0        | 58,6        | 53,1        | 2,4         | 124,1       | 732,9 | 183,4             | 89,5              | 310,9             | 114,1             |
| Durch.             | 71,0        | 45,5        | 42,2        | 37,0        | 66,4        | 78,6        | 81,1        | 71,2        | 56,6        | 62,6        | 50,2        | 70,2        | 732,5 | 189,8             | 145,5             | 231,0             | 169,5             |
| Durch. (1961–1990) | 60,8        | 49,4        | 56,6        | 58,3        | 71,1        | 84,6        | 77,6        | 77,2        | 61,1        | 55,8        | 66,4        | 70,2        | 788,9 | 180,7             | 185,9             | 239,4             | 183,3             |

#### 2001 bis 2010
- September 2001: Der September 2001 war der niederschlagsreichste September seit Messbeginn 1881. An vielen Messstationen wurden etwa 300 % des üblichen Niederschlagssolls von 61,1 l/m² (1961–1990) gemessen. Vor allem in Norddeutschland war der September extrem nass. Dabei wurde Niedersachsen und Bremen, mit gemittelt 171 mm der meiste Niederschlag verzeichnet.[18]

- Jahr 2002: Dieses Jahr ist insgesamt das nasseste Jahr seit Wetteraufzeichnung in Deutschland 1881. Vor allem die ersten 12 Tage des August mit verschiedenen Starkregenereignissen in ganz Mitteleuropa stechen heraus.[19] Auch Februar, Juli, Oktober und November waren jeweils sehr niederschlagsreiche Monate.

- Mai 2007: 2007 folgte auf den zweittrockensten April seit 1881 direkt der nasseste Mai seit 1881. Es fiel fast das Doppelte des vieljährigen Mittelwerts von 71 l/m².[20]

- Sommer 2003: Der Sommer 2003 ist nicht nur der, bis heute, wärmste Sommer in Deutschland seit 1881, sondern er ist auch der fünfttrockenste (mit gemittelt 153,0 l/m²). Dabei führten anhaltende Hochdruckwetterlagen zu deutlich überdurchschnittlicher Sonnenscheindauer und zu einem erheblichen Niederschlagsdefizit. Da auch das Frühjahr schon recht niederschlagsarm war (gemittelt 130,0 l/m²) und die große Hitze zu gesteigerter Verdunstung führte, ergaben sich teilweise erhebliche Schäden in der Landwirtschaft.[21]

- August 2010: Der August 2010 geht in Deutschlands als der regenreichste August in die Annalen ein. Verbreitet ist die dreifache bis fünffache Menge an Regen gefallen als in einem durchschnittlichen Augustmonat. Auslöser für diesen Überschuss an Nässe war eine sogenannte zyklonal geprägte Großwetterlage über Mitteleuropa, d. h. vorwiegend bestimmten Tiefdruckgebiete mit ihren Schlechtwetterfronten das Wettergeschehen.[22]

| Jahr               | Monatsmenge | Monatsmenge | Monatsmenge | Monatsmenge | Monatsmenge | Monatsmenge | Monatsmenge | Monatsmenge | Monatsmenge | Monatsmenge | Monatsmenge | Monatsmenge | Jahr   | Jahreszeitenmenge | Jahreszeitenmenge | Jahreszeitenmenge | Jahreszeitenmenge |
| Jahr               | Jan.        | Feb.        | März        | April       | Mai         | Juni        | Juli        | Aug.        | Sep.        | Okt.        | Nov.        | Dez.        | Jahr   | Win.              | Früh.             | Som.              | Her.              |
| ------------------ | ----------- | ----------- | ----------- | ----------- | ----------- | ----------- | ----------- | ----------- | ----------- | ----------- | ----------- | ----------- | ------ | ----------------- | ----------------- | ----------------- | ----------------- |
| 2010               | 46,8        | 48,5        | 52,2        | 20,8        | 103,3       | 49,4        | 81,5        | 161,6       | 82,7        | 35,8        | 96,9        | 89,1        | 868,5  | 179,6             | 176,3             | 292,4             | 215,3             |
| 2009               | 33,2        | 62,1        | 77,7        | 30,3        | 76,0        | 85,1        | 107,6       | 42,5        | 41,6        | 79,4        | 93,0        | 84,2        | 812,7  | 143,8             | 184,0             | 235,2             | 214,0             |
| 2008               | 74,0        | 45,3        | 86,9        | 80,2        | 30,2        | 59,1        | 88,6        | 87,6        | 57,1        | 76,2        | 44,7        | 48,5        | 778,3  | 182,4             | 197,3             | 235,3             | 178,0             |
| 2007               | 98,2        | 75,8        | 63,3        | 4,0         | 131,1       | 108,6       | 121,3       | 95,0        | 97,4        | 26,4        | 85,3        | 63,1        | 969,5  | 220,7             | 198,4             | 324,9             | 209,1             |
| 2006               | 26,7        | 54,4        | 84,1        | 66,2        | 94,5        | 47,2        | 49,5        | 135,8       | 30,3        | 59,1        | 55,5        | 46,7        | 750,0  | 150,5             | 244,8             | 232,5             | 144,9             |
| 2005               | 71,0        | 67,7        | 44,0        | 57,0        | 84,5        | 53,3        | 110,0       | 83,7        | 56,3        | 40,3        | 48,1        | 69,4        | 785,1  | 183,8             | 185,5             | 247,0             | 144,6             |
| 2004               | 109,4       | 51,3        | 37,6        | 40,1        | 72,3        | 72,6        | 104,0       | 89,2        | 64,3        | 53,3        | 72,8        | 45,1        | 811,9  | 216,4             | 150,0             | 265,8             | 190,3             |
| 2003               | 82,8        | 21,0        | 27,4        | 36,6        | 66,0        | 51,9        | 68,0        | 33,1        | 52,8        | 74,1        | 38,8        | 55,7        | 608,2  | 175,0             | 130,0             | 153,0             | 165,6             |
| 2002               | 47,4        | 114,9       | 62,9        | 54,0        | 79,1        | 70,9        | 116,2       | 119,8       | 58,4        | 108,9       | 114,5       | 71,2        | 1018,1 | 248,6             | 196,0             | 306,9             | 281,7             |
| 2001               | 61,1        | 58,6        | 109,2       | 73,6        | 40,3        | 93,8        | 68,9        | 68,3        | 138,5       | 45,3        | 84,9        | 86,3        | 928,8  | 168,8             | 223,1             | 231,0             | 268,8             |
| Durch.             | 65,1        | 60,0        | 64,5        | 46,3        | 77,7        | 69,2        | 91,6        | 91,7        | 67,9        | 59,9        | 73,5        | 65,9        | 833,1  | 187,0             | 188,5             | 252,4             | 201,2             |
| Durch. (1961–1990) | 60,8        | 49,4        | 56,6        | 58,3        | 71,1        | 84,6        | 77,6        | 77,2        | 61,1        | 55,8        | 66,4        | 70,2        | 788,9  | 180,7             | 185,9             | 239,4             | 183,3             |

#### 1991 bis 2000
- Dezember 1993: Der Dezember 1993 ist der nasseste Dezember seit 1891. Ein Jahrhunderthochwasser, besonders an Mosel und Rhein, erforderte in vielen Städten Evakuierungen.[23]
- Herbst 1998: Der Herbst 1998 fing schon im September windig und nass an. Der Oktober 1998 brachte dann teils extreme Regenfälle und Sturm. Das Sturmtief „Winnie“ vom 24./25. Oktober 1998 brachte dann nochmal sehr viel Regen. Da die Böden vom Regen um Mitte Oktober schon gesättigt waren, konnten sie den Regen kaum noch aufnehmen, was zu Überflutungen führte.[24]

| Jahr               | Monatsmenge | Monatsmenge | Monatsmenge | Monatsmenge | Monatsmenge | Monatsmenge | Monatsmenge | Monatsmenge | Monatsmenge | Monatsmenge | Monatsmenge | Monatsmenge | Jahr  | Jahreszeitenmenge | Jahreszeitenmenge | Jahreszeitenmenge | Jahreszeitenmenge |
| Jahr               | Jan.        | Feb.        | März        | April       | Mai         | Juni        | Juli        | Aug.        | Sep.        | Okt.        | Nov.        | Dez.        | Jahr  | Win.              | Früh.             | Som.              | Her.              |
| ------------------ | ----------- | ----------- | ----------- | ----------- | ----------- | ----------- | ----------- | ----------- | ----------- | ----------- | ----------- | ----------- | ----- | ----------------- | ----------------- | ----------------- | ----------------- |
| 2000               | 54,8        | 95,2        | 105,5       | 35,4        | 66,0        | 50,5        | 120,8       | 71,1        | 81,7        | 58,7        | 49,1        | 49,1        | 838,0 | 271,1             | 206,9             | 242,4             | 189,6             |
| 1999               | 66,1        | 84,0        | 63,0        | 58,4        | 76,0        | 78,6        | 71,6        | 68,6        | 54,2        | 41,8        | 54,6        | 121,1       | 838,0 | 203,0             | 197,4             | 218,8             | 150,6             |
| 1998               | 64,4        | 20,5        | 69,6        | 74,7        | 45,1        | 96,2        | 81,7        | 62,9        | 111,2       | 166,1       | 74,3        | 52,9        | 919,7 | 169,2             | 189,4             | 240,8             | 351,6             |
| 1997               | 11,2        | 85,2        | 48,4        | 45,4        | 64,3        | 91,0        | 111,9       | 44,9        | 25,4        | 63,7        | 38,3        | 84,3        | 714,1 | 136,9             | 158,1             | 247,8             | 127,4             |
| 1996               | 7,0         | 48,6        | 23,3        | 23,1        | 91,4        | 51,8        | 94,1        | 87,7        | 50,3        | 79,0        | 86,1        | 40,5        | 682,9 | 107,2             | 137,8             | 233,6             | 215,4             |
| 1995               | 119,0       | 74,6        | 83,5        | 57,8        | 77,8        | 88,5        | 72,4        | 76,6        | 94,3        | 22,2        | 59,3        | 51,6        | 877,5 | 278,6             | 219,1             | 237,5             | 175,8             |
| 1994               | 93,3        | 31,9        | 100,1       | 83,5        | 76,9        | 63,9        | 58,0        | 99,0        | 86,6        | 56,2        | 56,3        | 85,0        | 890,6 | 278,6             | 260,5             | 220,9             | 199,0             |
| 1993               | 87,3        | 32,0        | 19,7        | 40,5        | 72,7        | 78,9        | 137,2       | 64,9        | 92,4        | 70,3        | 36,5        | 153,4       | 885,7 | 174,4             | 132,9             | 281,0             | 199,2             |
| 1992               | 36,0        | 43,5        | 97,8        | 53,4        | 29,2        | 77,4        | 84,4        | 87,0        | 41,1        | 82,9        | 108,1       | 55,1        | 796,0 | 156,9             | 180,4             | 248,8             | 232,1             |
| 1991               | 46,9        | 25,7        | 33,7        | 36,2        | 48,3        | 110,8       | 57,0        | 42,9        | 51,0        | 34,1        | 80,6        | 77,4        | 644,5 | 142,0             | 118,2             | 210,7             | 165,6             |
| Durch.             | 58,6        | 54,1        | 64,5        | 50,8        | 64,8        | 78,8        | 88,9        | 70,6        | 68,8        | 67,5        | 64,3        | 77,0        | 808,7 | 191,8             | 180,1             | 238,2             | 200,6             |
| Durch. (1961–1990) | 60,8        | 49,4        | 56,6        | 58,3        | 71,1        | 84,6        | 77,6        | 77,2        | 61,1        | 55,8        | 66,4        | 70,2        | 788,9 | 180,7             | 185,9             | 239,4             | 183,3             |

#### 1981 bis 1990
- Juli 1984 (lokal): In der Nähe von München entwickelte sich am 12. Juli 1984 eine starke Superzelle mit Riesen-Hagel. Die Hagel-Brocken waren dabei bis zu 9 cm (im Durchmesser) groß. Es war bis zum Sommer 2013 aus Versicherungssicht das teuerste Hagel-Unwetter.[25]

| Jahr               | Monatsmenge | Monatsmenge | Monatsmenge | Monatsmenge | Monatsmenge | Monatsmenge | Monatsmenge | Monatsmenge | Monatsmenge | Monatsmenge | Monatsmenge | Monatsmenge | Jahr  | Jahreszeitenmenge | Jahreszeitenmenge | Jahreszeitenmenge | Jahreszeitenmenge |
| Jahr               | Jan.        | Feb.        | März        | April       | Mai         | Juni        | Juli        | Aug.        | Sep.        | Okt.        | Nov.        | Dez         | Jahr  | Win.              | Früh.             | Som.              | Her.              |
| ------------------ | ----------- | ----------- | ----------- | ----------- | ----------- | ----------- | ----------- | ----------- | ----------- | ----------- | ----------- | ----------- | ----- | ----------------- | ----------------- | ----------------- | ----------------- |
| 1990               | 40,2        | 100,1       | 34,1        | 52,0        | 30,8        | 116,9       | 43,7        | 67,5        | 91,2        | 52,2        | 93,5        | 69,4        | 791,6 | 224,7             | 116,9             | 228,1             | 236,9             |
| 1989               | 23,4        | 49,9        | 51,7        | 80,3        | 28,2        | 61,9        | 83,5        | 66,0        | 48,0        | 63,2        | 47,8        | 84,4        | 688,4 | 175,7             | 160,2             | 211,4             | 159,0             |
| 1988               | 76,1        | 88,0        | 134,8       | 25,2        | 42,5        | 69,9        | 98,2        | 55,9        | 66,0        | 52,1        | 60,6        | 102,4       | 871,7 | 220,5             | 202,5             | 224,0             | 178,8             |
| 1987               | 65,7        | 59,0        | 67,1        | 41,1        | 90,5        | 113,8       | 107,1       | 79,2        | 81,1        | 47,1        | 76,6        | 56,4        | 884,7 | 235,7             | 198,7             | 300,1             | 204,8             |
| 1986               | 107,5       | 17,3        | 72,3        | 64,3        | 85,8        | 74,6        | 71,5        | 83,5        | 56,2        | 82,3        | 39,0        | 111,0       | 865,4 | 192,2             | 222,4             | 229,6             | 177,5             |
| 1985               | 60,0        | 27,4        | 49,2        | 65,2        | 72,1        | 101,9       | 70,7        | 83,6        | 48,9        | 17,1        | 70,2        | 67,4        | 733,6 | 127,7             | 186,5             | 256,2             | 136,2             |
| 1984               | 98,1        | 66,5        | 22,7        | 40,7        | 115,9       | 78,7        | 74,3        | 58,0        | 116,7       | 59,3        | 54,6        | 40,3        | 825,7 | 219,9             | 179,3             | 211,0             | 230,5             |
| 1983               | 95,6        | 46,6        | 60,0        | 102,9       | 116,1       | 55,9        | 27,5        | 61,7        | 60,5        | 44,3        | 58,8        | 55,3        | 785,2 | 226,1             | 279,0             | 145,1             | 163,6             |
| 1982               | 80,1        | 13,9        | 53,0        | 39,2        | 62,6        | 85,7        | 55,5        | 72,6        | 26,7        | 86,3        | 46,2        | 83,9        | 705,7 | 194,2             | 154,8             | 213,8             | 159,2             |
| 1981               | 88,5        | 37,9        | 99,4        | 38,5        | 79,2        | 92,8        | 97,3        | 76,8        | 71,9        | 128,5       | 84,3        | 100,2       | 995,3 | 191,7             | 217,1             | 266,9             | 284,6             |
| Durch.             | 73,5        | 50,7        | 64,4        | 54,9        | 68,0        | 85,2        | 72,9        | 70,5        | 66,7        | 63,2        | 64,7        | 77,0        | 814,7 | 200,8             | 191,7             | 228,6             | 193,1             |
| Durch. (1961–1990) | 60,8        | 49,4        | 56,6        | 58,3        | 71,1        | 84,6        | 77,6        | 77,2        | 61,1        | 55,8        | 66,4        | 70,2        | 788,9 | 180,7             | 185,9             | 239,4             | 183,3             |

#### 1971 bis 1980
- Januar 1976: Am 3./4. Januar 1976 zog ein Orkantief vom Atlantik zur Ostsee. Dieses sorgte in West- und Mitteleuropa für Windgeschwindigkeiten bis zu 150 km/h. Es trat eine starke Sturmflut an der Nordsee-Küste auf, die sogar die Rekordmarken der Sturmflut aus dem Jahr 1962 übertraf.

- Winter 1978/1979 (in Norddeutschland): Zum Jahreswechsel 1978/79 kam es aufgrund einer markanten Luftmassengrenze zu starken Schneefällen. Etliche Dörfer in Norddeutschland waren von der Außenwelt abgeschnitten. Im Februar 1979 wiederholte sich die extreme Wetterlage.[26]

| Jahr               | Monatsmenge | Monatsmenge | Monatsmenge | Monatsmenge | Monatsmenge | Monatsmenge | Monatsmenge | Monatsmenge | Monatsmenge | Monatsmenge | Monatsmenge | Monatsmenge | Jahr  | Jahreszeitenmenge | Jahreszeitenmenge | Jahreszeitenmenge | Jahreszeitenmenge |
| Jahr               | Jan.        | Feb.        | März        | April       | Mai         | Juni        | Juli        | Aug.        | Sep.        | Okt.        | Nov.        | Dez         | Jahr  | Win.              | Früh.             | Som.              | Her.              |
| ------------------ | ----------- | ----------- | ----------- | ----------- | ----------- | ----------- | ----------- | ----------- | ----------- | ----------- | ----------- | ----------- | ----- | ----------------- | ----------------- | ----------------- | ----------------- |
| 1980               | 50,0        | 54,0        | 45,6        | 84,2        | 40,4        | 113,6       | 135,4       | 67,7        | 55,3        | 73,0        | 55,5        | 65,3        | 839,9 | 207,4             | 170,2             | 316,7             | 183,8             |
| 1979               | 48,5        | 49,0        | 94,8        | 67,6        | 61,4        | 80,6        | 73,9        | 76,5        | 55,9        | 25,1        | 90,9        | 103,4       | 827,7 | 196,1             | 223,8             | 231,0             | 172,0             |
| 1978               | 46,6        | 37,9        | 80,9        | 25,8        | 96,4        | 75,6        | 78,7        | 97,1        | 99,6        | 45,3        | 19,9        | 98,6        | 802,3 | 140,2             | 203,1             | 251,4             | 164,7             |
| 1977               | 59,6        | 81,8        | 48,6        | 79,3        | 37,7        | 92,4        | 76,0        | 101,7       | 41,6        | 42,8        | 108,3       | 55,7        | 825,5 | 187,4             | 165,6             | 270,1             | 192,7             |
| 1976               | 117,5       | 21,3        | 23,7        | 23,6        | 57,2        | 33,1        | 66,5        | 38,6        | 60,4        | 40,1        | 64,0        | 46,0        | 592,0 | 166,6             | 104,5             | 138,2             | 164,5             |
| 1975               | 62,5        | 17,5        | 56,3        | 57,6        | 53,5        | 84,2        | 70,2        | 75,3        | 57,7        | 37,1        | 59,8        | 27,8        | 659,5 | 212,7             | 167,4             | 229,7             | 154,6             |
| 1974               | 56,9        | 49,8        | 35,8        | 21,3        | 67,3        | 88,1        | 96,3        | 69,0        | 65,6        | 127,8       | 74,9        | 132,7       | 885,4 | 175,3             | 124,4             | 253,4             | 268,3             |
| 1973               | 32,2        | 52,7        | 25,6        | 71,6        | 60,4        | 57,7        | 88,2        | 40,2        | 43,2        | 79,3        | 82,6        | 68,6        | 702,2 | 98,5              | 157,6             | 186,1             | 205,1             |
| 1972               | 17,7        | 11,2        | 43,1        | 65,1        | 89,6        | 99,7        | 79,7        | 77,8        | 46,9        | 31,1        | 84,5        | 13,6        | 660,0 | 69,2              | 197,8             | 257,2             | 162,4             |
| 1971               | 33,3        | 35,4        | 29,3        | 35,9        | 65,7        | 129,5       | 31,0        | 67,5        | 39,6        | 27,7        | 66,2        | 40,3        | 601,3 | 116,7             | 130,9             | 228,0             | 133,4             |
| Durch.             | 52,5        | 41,1        | 48,4        | 53,2        | 63,0        | 85,5        | 79,6        | 71,1        | 56,6        | 52,9        | 70,7        | 65,2        | 739,6 | 157,0             | 164,5             | 236,2             | 180,2             |
| Durch. (1961–1990) | 60,8        | 49,4        | 56,6        | 58,3        | 71,1        | 84,6        | 77,6        | 77,2        | 61,1        | 55,8        | 66,4        | 70,2        | 788,9 | 180,7             | 185,9             | 239,4             | 183,3             |

#### 1961 bis 1970
- Winter 1961/1962: Dieser Winter war von vielen milden Westlagen geprägt, das sorgte für viele Stürme. Mitte Februar zogen zwei Orkane von Island Richtung Baltikum. Der zweite dieser Orkane verursachte an der Nordsee-Küste die stärkste Sturmflut seit 1825. Es gab neue Sturmflut-Rekordmarken, viele Deiche brachen zusammen und setzten einige Städte unter Wasser.[25]

| Jahr               | Monatsmenge | Monatsmenge | Monatsmenge | Monatsmenge | Monatsmenge | Monatsmenge | Monatsmenge | Monatsmenge | Monatsmenge | Monatsmenge | Monatsmenge | Monatsmenge | Jahr  | Jahreszeitenmenge | Jahreszeitenmenge | Jahreszeitenmenge | Jahreszeitenmenge |
| Jahr               | Jan.        | Feb.        | März        | April       | Mai         | Juni        | Juli        | Aug.        | Sep.        | Okt.        | Nov.        | Dez         | Jahr  | Win.              | Früh.             | Som.              | Her.              |
| ------------------ | ----------- | ----------- | ----------- | ----------- | ----------- | ----------- | ----------- | ----------- | ----------- | ----------- | ----------- | ----------- | ----- | ----------------- | ----------------- | ----------------- | ----------------- |
| 1970               | 44,4        | 122,3       | 66,3        | 97,3        | 75,5        | 61,2        | 95,6        | 84,3        | 54,0        | 94,0        | 70,7        | 48,0        | 913,5 | 199,7             | 239,1             | 241,1             | 218,7             |
| 1969               | 50,1        | 52,2        | 44,6        | 79,9        | 75,1        | 102,1       | 48,3        | 112,0       | 20,3        | 21,6        | 85,4        | 33,0        | 724,6 | 136,5             | 199,6             | 262,4             | 127,3             |
| 1968               | 89,2        | 40,9        | 51,9        | 42,4        | 73,3        | 89,3        | 76,3        | 113,1       | 118,9       | 71,4        | 41,5        | 34,2        | 842,3 | 216,6             | 167,6             | 278,7             | 231,8             |
| 1967               | 60,9        | 49,8        | 76,7        | 47,2        | 83,5        | 83,5        | 67,2        | 83,1        | 84,3        | 60,4        | 53,7        | 86,5        | 836,8 | 239,6             | 207,4             | 233,8             | 198,3             |
| 1966               | 50,0        | 70,2        | 71,2        | 75,4        | 68,7        | 112,5       | 117,7       | 97,4        | 39,1        | 73,1        | 60,8        | 128,9       | 965,1 | 250,7             | 215,3             | 327,6             | 173,1             |
| 1965               | 89,2        | 43,3        | 61,5        | 99,4        | 96,9        | 103,5       | 132,2       | 55,8        | 74,8        | 15,9        | 86,3        | 130,5       | 989,4 | 176,2             | 257,8             | 291,5             | 177,1             |
| 1964               | 22,3        | 37,1        | 43,7        | 50,1        | 70,2        | 58,4        | 34,6        | 82,2        | 53,2        | 66,0        | 69,6        | 43,7        | 631,1 | 70,6              | 164,0             | 175,2             | 188,7             |
| 1963               | 25,5        | 19,5        | 49,8        | 44,1        | 51,7        | 87,9        | 54,2        | 117,5       | 56,0        | 41,4        | 99,9        | 11,2        | 658,7 | 120,8             | 145,6             | 259,6             | 197,3             |
| 1962               | 70,5        | 68,2        | 53,4        | 55,7        | 79,9        | 39,8        | 83,2        | 69,8        | 61,3        | 14,3        | 29,5        | 75,8        | 701,2 | 230,3             | 189,0             | 192,8             | 105,0             |
| 1961               | 61,8        | 60,7        | 49,3        | 74,5        | 104,4       | 93,6        | 92,7        | 84,6        | 39,4        | 54,5        | 55,0        | 91,6        | 862,1 | 201,2             | 228,2             | 270,9             | 148,9             |
| Durch.             | 56,4        | 56,4        | 56,8        | 66,6        | 77,9        | 83,2        | 80,2        | 90,0        | 60,1        | 51,3        | 65,2        | 68,3        | 812,5 | 184,2             | 201,4             | 253,4             | 176,6             |
| Durch. (1961–1990) | 60,8        | 49,4        | 56,6        | 58,3        | 71,1        | 84,6        | 77,6        | 77,2        | 61,1        | 55,8        | 66,4        | 70,2        | 788,9 | 180,7             | 185,9             | 239,4             | 183,3             |

#### 1951 bis 1960
- Jahr 1959 und 1953: Mit den Jahren 1953 und 1959 gab es gleich zwei sehr trockene Jahre in der Dekade von 1951–1960. Besonders das Jahr 1959 sticht hervor, da es mit 551,1 l/m² das trockenste Jahr der Reihe seit dem 1881 ist.
- Dezember 1954: Im Dezember beherrschte eine Westlage das Wetter. Vor Weihnachten entwickelten sich zwei Orkantiefs über dem Atlantik. Diese sorgten für erhebliche Schäden an den Küsten und in den Wäldern.

| Jahr               | Monatsmenge | Monatsmenge | Monatsmenge | Monatsmenge | Monatsmenge | Monatsmenge | Monatsmenge | Monatsmenge | Monatsmenge | Monatsmenge | Monatsmenge | Monatsmenge | Jahr  | Jahreszeitenmenge | Jahreszeitenmenge | Jahreszeitenmenge | Jahreszeitenmenge |
| Jahr               | Jan.        | Feb.        | März        | April       | Mai         | Juni        | Juli        | Aug.        | Sep.        | Okt.        | Nov.        | Dez         | Jahr  | Win.              | Früh.             | Som.              | Her.              |
| ------------------ | ----------- | ----------- | ----------- | ----------- | ----------- | ----------- | ----------- | ----------- | ----------- | ----------- | ----------- | ----------- | ----- | ----------------- | ----------------- | ----------------- | ----------------- |
| 1960               | 65,3        | 38,9        | 32,9        | 41,9        | 67,0        | 60,4        | 86,2        | 134,2       | 47,8        | 116,3       | 79,4        | 78,7        | 849,0 | 159,0             | 141,8             | 280,8             | 243,5             |
| 1959               | 66,5        | 8,9         | 31,1        | 50,9        | 50,8        | 57,6        | 64,0        | 75,4        | 6,1         | 47,3        | 37,7        | 54,8        | 551,1 | 144,3             | 132,8             | 197,0             | 91,2              |
| 1958               | 73,8        | 107,5       | 33,9        | 52,0        | 89,9        | 91,6        | 96,6        | 98,1        | 57,4        | 76,8        | 29,5        | 68,9        | 876,1 | 232,5             | 175,8             | 286,3             | 163,8             |
| 1957               | 43,1        | 88,6        | 63,1        | 25,5        | 49,4        | 76,5        | 115,2       | 85,9        | 123,4       | 28,9        | 32,9        | 51,2        | 783,6 | 179,6             | 138,0             | 277,6             | 185,1             |
| 1956               | 68,3        | 25,0        | 54,5        | 62,4        | 47,3        | 115,8       | 123,5       | 107,0       | 51,4        | 86,0        | 54,9        | 47,9        | 844,1 | 183,3             | 164,2             | 346,3             | 192,4             |
| 1955               | 62,2        | 58,9        | 36,3        | 43,9        | 75,6        | 94,2        | 118,3       | 66,1        | 64,5        | 52,6        | 21,0        | 90,0        | 783,6 | 214,8             | 155,8             | 278,6             | 138,1             |
| 1954               | 66,2        | 23,5        | 29,7        | 55,7        | 51,6        | 59,3        | 168,5       | 118,5       | 89,4        | 79,2        | 41,9        | 93,7        | 877,1 | 120,3             | 137,0             | 346,3             | 210,4             |
| 1953               | 34,4        | 51,2        | 13,2        | 42,3        | 63,2        | 120,9       | 92,9        | 59,4        | 40,8        | 26,5        | 16,5        | 30,6        | 591,8 | 155,6             | 118,7             | 273,2             | 83,8              |
| 1952               | 74,6        | 47,6        | 76,7        | 33,5        | 53,0        | 73,4        | 41,8        | 69,8        | 100,2       | 86,8        | 103,6       | 70,0        | 831,0 | 164,1             | 163,2             | 185,0             | 290,6             |
| 1951               | 77,2        | 45,7        | 66,7        | 40,4        | 69,8        | 102,8       | 71,0        | 69,6        | 63,3        | 10,7        | 91,8        | 41,9        | 750,8 | 169,9             | 176,9             | 243,4             | 165,8             |
| Durch.             | 63,2        | 49,6        | 43,8        | 44,9        | 61,8        | 85,3        | 97,8        | 88,4        | 64,4        | 61,1        | 50,8        | 62,8        | 773,8 | 172,3             | 150,4             | 271,5             | 176,5             |
| Durch. (1961–1990) | 60,8        | 49,4        | 56,6        | 58,3        | 71,1        | 84,6        | 77,6        | 77,2        | 61,1        | 55,8        | 66,4        | 70,2        | 788,9 | 180,7             | 185,9             | 239,4             | 183,3             |

#### 1941 bis 1950
- Sommer 1947: Dieser Sommer war geprägt von einer ungewöhnlichen Hitze und Trockenheit. Es fiel mit gemittelt 157,6 l/m² kaum mehr als 60 Prozent der zu erwartenden Niederschlagsmenge.
- August 1947: Der August 1947 ist der trockenste Augustmonat der Gesamtreihe seit 1881, noch vor dem August 1911 mit 29,3 l/m².

| Jahr               | Monatsmenge | Monatsmenge | Monatsmenge | Monatsmenge | Monatsmenge | Monatsmenge | Monatsmenge | Monatsmenge | Monatsmenge | Monatsmenge | Monatsmenge | Monatsmenge | Jahr  | Jahreszeitenmenge | Jahreszeitenmenge | Jahreszeitenmenge | Jahreszeitenmenge |
| Jahr               | Jan.        | Feb.        | März        | April       | Mai         | Juni        | Juli        | Aug.        | Sep.        | Okt.        | Nov.        | Dez         | Jahr  | Win.              | Früh.             | Som.              | Her.              |
| ------------------ | ----------- | ----------- | ----------- | ----------- | ----------- | ----------- | ----------- | ----------- | ----------- | ----------- | ----------- | ----------- | ----- | ----------------- | ----------------- | ----------------- | ----------------- |
| 1950               | 48,5        | 88,6        | 19,6        | 83,8        | 73,8        | 58,4        | 105,0       | 76,5        | 83,8        | 39,2        | 105,3       | 47,0        | 829,4 | 228,7             | 177,2             | 239,9             | 228,3             |
| 1949               | 38,3        | 31,1        | 49,2        | 59,5        | 94,5        | 65,6        | 38,4        | 63,5        | 44,0        | 23,0        | 57,8        | 91,6        | 656,4 | 92,5              | 203,2             | 167,5             | 124,7             |
| 1948               | 106,9       | 76,7        | 29,8        | 40,6        | 59,1        | 82,5        | 128,6       | 108,8       | 33,2        | 37,3        | 29,8        | 23,1        | 756,4 | 304,0             | 129,5             | 319,9             | 100,3             |
| 1947               | 35,3        | 31,1        | 79,4        | 51,8        | 41,4        | 62,9        | 67,8        | 26,9        | 30,8        | 17,9        | 123,1       | 120,4       | 688,8 | 97,1              | 172,6             | 157,6             | 171,8             |
| 1946               | 41,9        | 127,3       | 30,6        | 21,6        | 74,7        | 123,8       | 76,2        | 80,7        | 68,7        | 58,5        | 31,9        | 30,7        | 766,6 | 232,6             | 126,9             | 280,7             | 159,2             |
| 1945               | 44,6        | 74,9        | 38,5        | 55,9        | 72,9        | 73,6        | 78,4        | 125,7       | 54,5        | 43,0        | 47,1        | 63,4        | 772,5 | 176,1             | 167,3             | 277,7             | 144,6             |
| 1944               | 83,2        | 59,7        | 58,9        | 42,0        | 45,7        | 88,1        | 105,4       | 46,2        | 70,7        | 62,0        | 134,0       | 56,6        | 852,4 | 174,2             | 146,6             | 239,7             | 266,7             |
| 1943               | 48,4        | 39,3        | 20,1        | 64,1        | 45,7        | 89,6        | 58,2        | 85,2        | 64,3        | 9,0         | 64,9        | 31,3        | 620,1 | 121,7             | 129,9             | 233,0             | 138,2             |
| 1942               | 41,7        | 29,3        | 34,3        | 37,3        | 67,9        | 57,3        | 129,3       | 45,3        | 58,7        | 76,8        | 55,7        | 34,0        | 667,7 | 145,2             | 139,5             | 231,9             | 191,2             |
| 1941               | 65,8        | 47,7        | 61,2        | 47,8        | 77,2        | 66,0        | 95,3        | 122,4       | 44,3        | 126,9       | 37,3        | 74,2        | 866,1 | 182,9             | 186,2             | 283,7             | 208,4             |
| Durch.             | 55,5        | 60,6        | 42,2        | 50,4        | 65,3        | 76,8        | 88,3        | 78,1        | 55,3        | 49,4        | 68,7        | 57,2        | 747,6 | 175,5             | 157,9             | 243,2             | 173,3             |
| Durch. (1961–1990) | 60,8        | 49,4        | 56,6        | 58,3        | 71,1        | 84,6        | 77,6        | 77,2        | 61,1        | 55,8        | 66,4        | 70,2        | 788,9 | 180,7             | 185,9             | 239,4             | 183,3             |

#### 1931 bis 1940
| Jahr               | Monatsmenge | Monatsmenge | Monatsmenge | Monatsmenge | Monatsmenge | Monatsmenge | Monatsmenge | Monatsmenge | Monatsmenge | Monatsmenge | Monatsmenge | Monatsmenge | Jahr  | Jahreszeitenmenge | Jahreszeitenmenge | Jahreszeitenmenge | Jahreszeitenmenge |
| Jahr               | Jan.        | Feb.        | März        | April       | Mai         | Juni        | Juli        | Aug.        | Sep.        | Okt.        | Nov.        | Dez         | Jahr  | Win.              | Früh.             | Som.              | Her.              |
| ------------------ | ----------- | ----------- | ----------- | ----------- | ----------- | ----------- | ----------- | ----------- | ----------- | ----------- | ----------- | ----------- | ----- | ----------------- | ----------------- | ----------------- | ----------------- |
| 1940               | 28,3        | 38,3        | 86,7        | 53,5        | 59,5        | 65,5        | 125,6       | 90,9        | 100,5       | 35,0        | 94,3        | 69,4        | 847,4 | 120,1             | 199,7             | 282,0             | 229,8             |
| 1939               | 75,4        | 31,8        | 79,8        | 59,2        | 71,1        | 60,2        | 100,2       | 84,3        | 76,1        | 123,2       | 101,5       | 53,5        | 916,3 | 155,8             | 210,1             | 244,7             | 300,8             |
| 1938               | 104,4       | 36,8        | 28,5        | 34,9        | 71,4        | 53,3        | 86,3        | 104,4       | 50,2        | 73,0        | 49,4        | 48,6        | 741,2 | 190,3             | 134,8             | 244,0             | 172,6             |
| 1937               | 61,5        | 104,7       | 69,0        | 83,5        | 54,2        | 89,5        | 71,9        | 72,9        | 66,2        | 31,5        | 35,7        | 49,1        | 789,7 | 215,6             | 206,7             | 234,3             | 133,4             |
| 1936               | 71,3        | 65,2        | 23,9        | 90,1        | 52,7        | 79,1        | 118,0       | 70,0        | 81,1        | 71,3        | 53,8        | 49,4        | 825,8 | 192,1             | 166,7             | 267,1             | 206,1             |
| 1935               | 58,3        | 91,4        | 32,1        | 105,4       | 58,1        | 90,4        | 46,8        | 65,3        | 77,2        | 98,3        | 32,4        | 55,6        | 811,2 | 201,2             | 195,6             | 202,5             | 207,9             |
| 1934               | 47,8        | 27,8        | 41,4        | 35,5        | 32,5        | 64,4        | 55,3        | 89,7        | 47,6        | 72,5        | 49,4        | 51,5        | 615,3 | 93,9              | 109,4             | 209,4             | 169,5             |
| 1933               | 30,4        | 49,4        | 33,4        | 33,2        | 86,0        | 123,3       | 72,2        | 63,5        | 41,4        | 59,1        | 46,0        | 18,3        | 656,2 | 90,9              | 152,6             | 259,0             | 146,5             |
| 1932               | 59,4        | 14,7        | 28,1        | 64,2        | 99,0        | 58,8        | 101,8       | 57,1        | 86,2        | 106,2       | 49,0        | 11,1        | 735,6 | 125,3             | 191,3             | 217,7             | 241,4             |
| 1931               | 89,9        | 44,0        | 33,2        | 68,1        | 65,3        | 84,7        | 132,8       | 119,0       | 82,8        | 47,4        | 23,0        | 51,2        | 841,4 | 164,3             | 166,6             | 336,5             | 153,2             |
| Durch.             | 62,7        | 50,4        | 45,6        | 62,8        | 65,0        | 76,9        | 91,1        | 81,7        | 70,9        | 71,8        | 53,5        | 45,8        | 778,0 | 155,0             | 173,4             | 249,7             | 196,1             |
| Durch. (1961–1990) | 60,8        | 49,4        | 56,6        | 58,3        | 71,1        | 84,6        | 77,6        | 77,2        | 61,1        | 55,8        | 66,4        | 70,2        | 788,9 | 180,7             | 185,9             | 239,4             | 183,3             |

#### 1921 bis 1930
- März und Frühling 1929: Der März ist mit gemittelt 9,7 l/m² über Deutschland der trockenste März. Es fielen bezogen auf das Mittel 1961–1990 nur 5,5 % des üblichen März-Niederschlags. Dieser extrem trockene März führte zusammen mit dem ebenfalls eher trockenen April und Mai zum dritttrockensten Frühling seit Messbeginn 1881, mit gemittelt 103,7 l/m². Trockener war ein Frühling erst wieder im Jahr 2011.

| Jahr               | Monatsmenge | Monatsmenge | Monatsmenge | Monatsmenge | Monatsmenge | Monatsmenge | Monatsmenge | Monatsmenge | Monatsmenge | Monatsmenge | Monatsmenge | Monatsmenge | Jahr  | Jahreszeitenmenge | Jahreszeitenmenge | Jahreszeitenmenge | Jahreszeitenmenge |
| Jahr               | Jan.        | Feb.        | März        | April       | Mai         | Juni        | Juli        | Aug.        | Sep.        | Okt.        | Nov.        | Dez         | Jahr  | Win.              | Früh.             | Som.              | Her.              |
| ------------------ | ----------- | ----------- | ----------- | ----------- | ----------- | ----------- | ----------- | ----------- | ----------- | ----------- | ----------- | ----------- | ----- | ----------------- | ----------------- | ----------------- | ----------------- |
| 1930               | 34,7        | 16,4        | 37,4        | 73,7        | 90,5        | 49,3        | 120,5       | 98,7        | 80,9        | 103,4       | 109,5       | 30,4        | 845,4 | 134,2             | 201,6             | 268,5             | 293,8             |
| 1929               | 32,7        | 21,6        | 9,7         | 47,8        | 46,2        | 78,8        | 65,4        | 46,0        | 31,0        | 89,4        | 39,6        | 83,1        | 591,3 | 110,9             | 103,7             | 190,2             | 160,0             |
| 1928               | 58,9        | 67,9        | 24,2        | 64,8        | 63,3        | 69,2        | 45,9        | 95,6        | 25,0        | 75,0        | 107,4       | 56,6        | 753,9 | 160,1             | 152,3             | 210,7             | 207,5             |
| 1927               | 54,9        | 36,2        | 52,2        | 101,1       | 52,6        | 102,2       | 116,4       | 131,2       | 92,2        | 34,7        | 61,4        | 33,3        | 868,3 | 143,0             | 205,9             | 349,8             | 188,3             |
| 1926               | 67,0        | 62,6        | 56,8        | 33,7        | 81,3        | 120,2       | 140,6       | 61,9        | 42,1        | 107,8       | 59,0        | 51,9        | 885,0 | 232,2             | 171,8             | 322,7             | 209,0             |
| 1925               | 55,6        | 47,2        | 54,2        | 59,8        | 44,5        | 46,6        | 75,6        | 100,0       | 94,9        | 54,5        | 52,5        | 102,6       | 788,0 | 127,6             | 158,5             | 222,2             | 202,0             |
| 1924               | 27,2        | 36,7        | 32,7        | 79,0        | 90,5        | 82,9        | 106,7       | 132,6       | 88,3        | 40,7        | 46,7        | 24,8        | 788,7 | 129,5             | 202,2             | 322,2             | 175,7             |
| 1923               | 59,6        | 59,1        | 33,4        | 46,6        | 86,8        | 75,8        | 62,1        | 65,5        | 51,1        | 127,6       | 56,6        | 65,6        | 789,7 | 193,3             | 166,8             | 203,4             | 235,3             |
| 1922               | 72,4        | 50,6        | 58,2        | 83,0        | 44,5        | 69,5        | 111,2       | 94,9        | 97,4        | 58,4        | 79,3        | 74,6        | 894,0 | 183,7             | 185,7             | 275,6             | 235,0             |
| 1921               | 98,0        | 22,1        | 15,6        | 31,3        | 62,9        | 69,4        | 32,8        | 67,7        | 36,2        | 40,4        | 41,3        | 60,7        | 578,4 | 164,3             | 109,8             | 169,9             | 117,9             |
| Durch.             | 56,1        | 42,0        | 37,4        | 62,1        | 66,3        | 76,4        | 87,7        | 89,4        | 63,9        | 73,2        | 65,3        | 58,4        | 778,3 | 157,9             | 165,8             | 253,5             | 202,5             |
| Durch. (1961–1990) | 60,8        | 49,4        | 56,6        | 58,3        | 71,1        | 84,6        | 77,6        | 77,2        | 61,1        | 55,8        | 66,4        | 70,2        | 788,9 | 180,7             | 185,9             | 239,4             | 183,3             |

#### 1911 bis 1920
- Sommer 1911: Der Sommer 1911 ist bis heute der trockenste Sommer seit Aufzeichnungsbeginn. Es war so trocken, dass einige Flüsse wie die Elbe im Sommer zu Fuß durchwatet werden konnten.[27] Insgesamt herrschte besonders in Ost- und Norddeutschland extreme Dürre.[28] Der Sommer war zudem durch große Hitze geprägt.

| Jahr               | Monatsmenge | Monatsmenge | Monatsmenge | Monatsmenge | Monatsmenge | Monatsmenge | Monatsmenge | Monatsmenge | Monatsmenge | Monatsmenge | Monatsmenge | Monatsmenge | Jahr  | Jahreszeitenmenge | Jahreszeitenmenge | Jahreszeitenmenge | Jahreszeitenmenge |
| Jahr               | Jan.        | Feb.        | März        | April       | Mai         | Juni        | Juli        | Aug.        | Sep.        | Okt.        | Nov.        | Dez         | Jahr  | Win.              | Früh.             | Som.              | Her.              |
| ------------------ | ----------- | ----------- | ----------- | ----------- | ----------- | ----------- | ----------- | ----------- | ----------- | ----------- | ----------- | ----------- | ----- | ----------------- | ----------------- | ----------------- | ----------------- |
| 1920               | 90,6        | 35,4        | 26,9        | 75,2        | 74,8        | 44,3        | 102,5       | 82,5        | 76,9        | 13,9        | 10,2        | 44,2        | 677,4 | 246,4             | 176,9             | 229,3             | 101,0             |
| 1919               | 32,6        | 37,1        | 64,5        | 64,5        | 24,9        | 65,1        | 81,1        | 49,6        | 41,1        | 54,4        | 95,0        | 120,4       | 730,2 | 179,4             | 153,9             | 195,8             | 190,5             |
| 1918               | 73,0        | 42,9        | 23,0        | 57,8        | 35,6        | 66,0        | 88,1        | 88,8        | 86,6        | 51,6        | 24,2        | 109,7       | 747,2 | 153,0             | 116,4             | 242,9             | 162,3             |
| 1917               | 61,8        | 12,8        | 49,5        | 57,2        | 39,9        | 54,8        | 75,1        | 120,8       | 35,7        | 104,0       | 49,3        | 37,1        | 697,9 | 151,1             | 146,6             | 250,7             | 188,9             |
| 1916               | 86,1        | 68,0        | 43,4        | 58,4        | 62,5        | 97,1        | 87,6        | 83,0        | 54,4        | 67,2        | 48,0        | 76,5        | 832,2 | 268,9             | 164,3             | 267,7             | 169,6             |
| 1915               | 94,0        | 32,7        | 87,0        | 49,1        | 39,6        | 40,4        | 89,3        | 96,2        | 52,0        | 40,9        | 46,5        | 114,8       | 782,5 | 186,0             | 175,7             | 225,9             | 139,4             |
| 1914               | 44,3        | 26,7        | 114,2       | 38,2        | 96,7        | 81,5        | 124,3       | 55,5        | 82,5        | 55,5        | 44,5        | 59,3        | 823,2 | 158,5             | 249,1             | 261,3             | 182,5             |
| 1913               | 53,9        | 30,4        | 52,7        | 41,4        | 63,3        | 92,0        | 85,9        | 60,3        | 60,1        | 38,8        | 79,3        | 87,5        | 745,5 | 147,2             | 157,4             | 238,2             | 178,2             |
| 1912               | 57,7        | 47,6        | 62,4        | 36,0        | 75,1        | 96,1        | 74,6        | 126,0       | 70,5        | 60,1        | 72,4        | 62,9        | 841,3 | 179,3             | 173,5             | 296,7             | 203,0             |
| 1911               | 27,9        | 58,6        | 42,7        | 33,9        | 51,1        | 62,4        | 32,2        | 29,3        | 39,6        | 55,4        | 49,6        | 74,0        | 556,7 | 140,8             | 127,7             | 123,9             | 144,6             |
| Durch.             | 62,2        | 39,2        | 56,6        | 51,2        | 56,4        | 70,0        | 84,1        | 79,2        | 59,9        | 54,2        | 51,9        | 78,6        | 743,4 | 181,1             | 164,2             | 233,2             | 166,0             |
| Durch. (1961–1990) | 60,8        | 49,4        | 56,6        | 58,3        | 71,1        | 84,6        | 77,6        | 77,2        | 61,1        | 55,8        | 66,4        | 70,2        | 788,9 | 180,7             | 185,9             | 239,4             | 183,3             |

#### 1901 bis 1910
- Oktober 1908: Der Oktober 1908 ist der trockenste Oktober-Monat seit Aufzeichnungsbeginn. Er brachte mit seinen durchschnittlich 4,2 l/m² nur etwa 7,5 % seines Soll. Damit ist dieser der deutlich trockenste Oktober noch vor dem Oktober 1943 mit 9,0 l/m².

| Jahr               | Monatsmenge | Monatsmenge | Monatsmenge | Monatsmenge | Monatsmenge | Monatsmenge | Monatsmenge | Monatsmenge | Monatsmenge | Monatsmenge | Monatsmenge | Monatsmenge | Jahr  | Jahreszeitenmenge | Jahreszeitenmenge | Jahreszeitenmenge | Jahreszeitenmenge |
| Jahr               | Jan.        | Feb.        | März        | April       | Mai         | Juni        | Juli        | Aug.        | Sep.        | Okt.        | Nov.        | Dez         | Jahr  | Win.              | Früh.             | Som.              | Her.              |
| ------------------ | ----------- | ----------- | ----------- | ----------- | ----------- | ----------- | ----------- | ----------- | ----------- | ----------- | ----------- | ----------- | ----- | ----------------- | ----------------- | ----------------- | ----------------- |
| 1910               | 69,8        | 62,6        | 23,9        | 50,6        | 61,7        | 109,0       | 119,2       | 100,1       | 67,8        | 18,2        | 99,9        | 54,3        | 837,1 | 215,5             | 136,2             | 328,3             | 185,8             |
| 1909               | 36,5        | 63,0        | 37,9        | 55,9        | 37,1        | 80,1        | 119,4       | 60,1        | 81,9        | 49,9        | 68,5        | 83,1        | 773,5 | 120,1             | 130,9             | 259,6             | 200,4             |
| 1908               | 38,8        | 67,8        | 37,0        | 70,2        | 96,4        | 55,1        | 88,1        | 99,6        | 53,2        | 4,2         | 37,7        | 20,6        | 668,7 | 180,3             | 203,6             | 242,8             | 95,1              |
| 1907               | 60,5        | 42,9        | 56,1        | 37,0        | 58,8        | 75,6        | 110,5       | 66,8        | 40,7        | 34,0        | 32,1        | 73,7        | 688,6 | 169,7             | 151,9             | 252,9             | 106,8             |
| 1906               | 72,9        | 45,8        | 78,5        | 33,6        | 89,5        | 76,4        | 96,2        | 74,9        | 64,9        | 31,9        | 56,0        | 66,3        | 786,9 | 157,1             | 201,6             | 247,5             | 152,8             |
| 1905               | 52,7        | 41,0        | 73,6        | 58,5        | 40,8        | 76,5        | 98,4        | 94,3        | 71,7        | 106,5       | 58,9        | 38,4        | 811,4 | 145,7             | 172,9             | 269,2             | 237,2             |
| 1904               | 38,4        | 75,3        | 38,1        | 51,6        | 68,5        | 57,8        | 29,0        | 46,2        | 60,8        | 54,0        | 67,1        | 52,0        | 638,8 | 131,1             | 158,2             | 133,0             | 182,0             |
| 1903               | 45,8        | 38,1        | 36,4        | 76,3        | 53,2        | 50,9        | 100,6       | 104,8       | 63,4        | 89,0        | 78,9        | 17,4        | 754,9 | 160,8             | 165,9             | 256,3             | 231,4             |
| 1902               | 61,3        | 29,5        | 72,5        | 33,9        | 91,2        | 69,3        | 77,4        | 91,7        | 54,9        | 57,4        | 10,7        | 76,9        | 726,6 | 157,7             | 197,6             | 238,4             | 123,0             |
| 1901               | 45,1        | 35,1        | 55,8        | 72,4        | 38,6        | 65,7        | 82,2        | 78,6        | 72,2        | 76,4        | 67,5        | 66,9        | 756,5 | 149,8             | 166,8             | 226,5             | 216,1             |
| Durch.             | 52,2        | 50,1        | 51,0        | 54,0        | 63,6        | 71,6        | 92,1        | 81,7        | 63,2        | 52,2        | 57,7        | 55,0        | 744,3 | 158,8             | 168,6             | 245,5             | 173,1             |
| Durch. (1961–1990) | 60,8        | 49,4        | 56,6        | 58,3        | 71,1        | 84,6        | 77,6        | 77,2        | 61,1        | 55,8        | 66,4        | 70,2        | 788,9 | 180,7             | 185,9             | 239,4             | 183,3             |

#### 1891 bis 1900
| Jahr               | Monatsmenge | Monatsmenge | Monatsmenge | Monatsmenge | Monatsmenge | Monatsmenge | Monatsmenge | Monatsmenge | Monatsmenge | Monatsmenge | Monatsmenge | Monatsmenge | Jahr  | Jahreszeitenmenge | Jahreszeitenmenge | Jahreszeitenmenge | Jahreszeitenmenge |
| Jahr               | Jan.        | Feb.        | März        | April       | Mai         | Juni        | Juli        | Aug.        | Sep.        | Okt.        | Nov.        | Dez         | Jahr  | Win.              | Früh.             | Som.              | Her.              |
| ------------------ | ----------- | ----------- | ----------- | ----------- | ----------- | ----------- | ----------- | ----------- | ----------- | ----------- | ----------- | ----------- | ----- | ----------------- | ----------------- | ----------------- | ----------------- |
| 1900               | 97,6        | 56,6        | 39,7        | 47,8        | 53,8        | 92,2        | 87,4        | 71,8        | 33,1        | 80,0        | 39,8        | 69,6        | 769,5 | 202,7             | 141,3             | 251,5             | 152,9             |
| 1899               | 83,6        | 27,5        | 25,0        | 85,9        | 93,0        | 48,8        | 95,9        | 37,3        | 120,6       | 31,7        | 35,4        | 48,5        | 733,2 | 164,0             | 203,9             | 182,0             | 187,6             |
| 1898               | 35,7        | 79,7        | 68,4        | 60,5        | 103,9       | 80,3        | 99,1        | 49,8        | 28,6        | 59,7        | 30,1        | 52,9        | 748,6 | 157,4             | 232,8             | 229,2             | 118,4             |
| 1897               | 35,3        | 62,8        | 72,5        | 59,6        | 83,3        | 59,0        | 99,2        | 94,0        | 98,3        | 29,0        | 28,2        | 42,0        | 763,3 | 135,2             | 215,4             | 252,2             | 155,5             |
| 1896               | 38,9        | 13,9        | 90,8        | 68,8        | 40,0        | 98,1        | 97,9        | 109,1       | 98,5        | 60,0        | 26,1        | 37,1        | 779,1 | 145,4             | 199,6             | 305,0             | 184,6             |
| 1895               | 65,3        | 24,4        | 58,2        | 46,1        | 76,8        | 75,8        | 82,5        | 75,8        | 20,3        | 79,8        | 67,7        | 92,6        | 765,2 | 149,1             | 181,1             | 234,1             | 167,8             |
| 1894               | 29,0        | 61,6        | 43,3        | 44,8        | 55,9        | 90,3        | 98,9        | 102,1       | 80,0        | 100,8       | 29,2        | 59,4        | 795,2 | 124,1             | 144,0             | 291,3             | 209,9             |
| 1893               | 44,8        | 88,1        | 36,9        | 3,7         | 44,7        | 46,7        | 95,5        | 45,9        | 73,2        | 90,4        | 72,4        | 33,5        | 675,8 | 184,7             | 85,3              | 188,1             | 236,0             |
| 1892               | 66,4        | 51,4        | 33,6        | 32,5        | 47,8        | 87,7        | 57,7        | 51,4        | 75,3        | 71,9        | 19,8        | 51,8        | 647,2 | 205,6             | 113,9             | 196,8             | 166,9             |
| 1891               | 50,1        | 12,2        | 64,4        | 54,4        | 58,3        | 105,2       | 121,0       | 81,5        | 45,2        | 36,8        | 43,4        | 87,8        | 760,4 | 68,6              | 177,1             | 307,8             | 125,4             |
| Durch.             | 54,7        | 47,8        | 53,3        | 50,4        | 65,8        | 78,4        | 93,5        | 71,9        | 67,3        | 64,0        | 39,2        | 57,5        | 743,8 | 153,7             | 169,4             | 243,8             | 170,5             |
| Durch. (1961–1990) | 60,8        | 49,4        | 56,6        | 58,3        | 71,1        | 84,6        | 77,6        | 77,2        | 61,1        | 55,8        | 66,4        | 70,2        | 788,9 | 180,7             | 185,9             | 239,4             | 183,3             |

#### 1881 bis 1890
| Jahr               | Monatsmenge | Monatsmenge | Monatsmenge | Monatsmenge | Monatsmenge | Monatsmenge | Monatsmenge | Monatsmenge | Monatsmenge | Monatsmenge | Monatsmenge | Monatsmenge | Jahr  | Jahreszeitenmenge | Jahreszeitenmenge | Jahreszeitenmenge | Jahreszeitenmenge |
| Jahr               | Jan.        | Feb.        | März        | April       | Mai         | Juni        | Juli        | Aug.        | Sep.        | Okt.        | Nov.        | Dez         | Jahr  | Win.              | Früh.             | Som.              | Her.              |
| ------------------ | ----------- | ----------- | ----------- | ----------- | ----------- | ----------- | ----------- | ----------- | ----------- | ----------- | ----------- | ----------- | ----- | ----------------- | ----------------- | ----------------- | ----------------- |
| 1890               | 83,5        | 5,9         | 34,6        | 51,9        | 70,3        | 85,9        | 98,1        | 120,6       | 26,4        | 77,3        | 83,6        | 6,3         | 744,5 | 127,6             | 156,8             | 304,6             | 187,4             |
| 1889               | 18,2        | 77,0        | 50,6        | 45,1        | 82,1        | 78,0        | 95,6        | 77,3        | 66,9        | 88,6        | 33,7        | 38,2        | 751,3 | 114,4             | 177,8             | 250,9             | 189,2             |
| 1888               | 39,6        | 49,0        | 102,9       | 57,7        | 26,5        | 91,2        | 123,9       | 80,5        | 46,5        | 77,4        | 51,8        | 19,2        | 766,2 | 162,6             | 187,1             | 295,6             | 175,7             |
| 1887               | 5,8         | 12,3        | 56,9        | 30,3        | 105,5       | 32,0        | 75,4        | 58,6        | 50,9        | 50,8        | 49,2        | 74,0        | 601,7 | 120,0             | 192,7             | 166,0             | 150,9             |
| 1886               | 54,8        | 20,0        | 49,9        | 44,4        | 60,0        | 112,3       | 73,5        | 61,1        | 40,6        | 50,5        | 53,7        | 101,9       | 722,6 | 128,9             | 154,3             | 246,9             | 144,7             |
| 1885               | 24,2        | 47,5        | 51,2        | 34,9        | 82,4        | 64,2        | 67,3        | 68,1        | 81,7        | 91,1        | 51,8        | 54,1        | 718,4 | 167,2             | 168,5             | 199,6             | 224,5             |
| 1884               | 68,4        | 32,2        | 29,1        | 35,0        | 57,4        | 80,6        | 96,8        | 61,1        | 41,8        | 89,6        | 44,7        | 95,5        | 732,2 | 179,9             | 121,5             | 238,5             | 176,1             |
| 1883               | 42,2        | 26,1        | 32,8        | 20,6        | 51,5        | 56,5        | 116,9       | 54,0        | 70,4        | 67,7        | 69,3        | 79,3        | 687,2 | 151,3             | 104,9             | 227,4             | 207,4             |
| 1882               | 25,8        | 31,0        | 45,6        | 44,6        | 59,1        | 110,4       | 144,5       | 102,6       | 94,4        | 64,3        | 121,5       | 83,0        | 926,7 | 96,4              | 149,3             | 357,5             | 280,1             |
| 1881               | 28,7        | 43,7        | 86,6        | 30,1        | 47,3        | 58,7        | 69,0        | 115,8       | 70,1        | 74,9        | 29,1        | 39,6        | 693,5 |                   | 164,0             | 243,5             | 174,1             |
| Durch.             | 39,1        | 34,5        | 54,0        | 39,5        | 64,2        | 77,0        | 96,1        | 80,0        | 59,0        | 73,2        | 58,8        | 59,1        | 734,4 | 138,7             | 157,7             | 253,1             | 191,0             |
| Durch. (1961–1990) | 60,8        | 49,4        | 56,6        | 58,3        | 71,1        | 84,6        | 77,6        | 77,2        | 61,1        | 55,8        | 66,4        | 70,2        | 788,9 | 180,7             | 185,9             | 239,4             | 183,3             |

### Zeitreihe der Anzahl der Tage mit Niederschlag ≥10 mm in Tabellenform seit 1951
Die „Zeitreihe der Anzahl der Tage mit Niederschlag ≥10 mm in Tabellenform“ gibt die deutschlandweit und monatlich gemittelte Anzahl an Tagen an, deren Niederschlagssumme ≥ („größer gleich“) 10 mm beträgt. Damit lässt sich einfach beobachten, ob starke Niederschläge in ihrer Häufigkeit im Laufe der Zeit ab- oder zugenommen haben. Der Deutsche Wetterdienst beginnt diese Auswertung erst ab 1951, da erst ab diesem Zeitpunkt Tageswerte von einer ausreichenden Anzahl an Stationen zur Berechnung der Gebietsmittelwerte digital verfügbar sind.
- Die hier verwendeten Werte stammen von „mt-Wetter“[31] und wurden dort mit einem eigenen Verfahren aus den Stationsdaten des DWD berechnet. Sie basieren daher für den Beginn des Zeitraums auf einer deutlich reduzierten Stationsanzahl.

Die gemittelten Werte (monatlich, jahreszeitlich und jährlich) sind außerdem ins Verhältnis gesetzt mit dem Mittelwert von 1961–1990:
- Die hellblau markierten Felder liegen jeweils über dem langjährigen Mittelwert von 1961–1990.
- Die hellbraun markierten Felder liegen jeweils unter dem langjährigen Mittelwert von 1961–1990.
- Die weiß markierten Felder liegen genau im Mittel von 1961–1990.
- Die dunkelbraun markierten Felder stellen das Minimum der Reihe dar (Minimum = geringstes Monatsmittel der Anzahl der Tage).
- Die dunkelblau markierten Felder stellen das Maximum der Reihe dar (Maximum = höchstes Monatsmittel der Anzahl der Tage).

#### 2021 bis 2030
| Jahr               | Anzahl der Tage nach Monat | Anzahl der Tage nach Monat | Anzahl der Tage nach Monat | Anzahl der Tage nach Monat | Anzahl der Tage nach Monat | Anzahl der Tage nach Monat | Anzahl der Tage nach Monat | Anzahl der Tage nach Monat | Anzahl der Tage nach Monat | Anzahl der Tage nach Monat | Anzahl der Tage nach Monat | Anzahl der Tage nach Monat | Tage nach Jahr | Anzahl der Tage nach Jahreszeit | Anzahl der Tage nach Jahreszeit | Anzahl der Tage nach Jahreszeit | Anzahl der Tage nach Jahreszeit |
| Jahr               | Jan.                       | Feb.                       | März                       | April                      | Mai                        | Juni                       | Juli                       | Aug.                       | Sep.                       | Okt.                       | Nov.                       | Dez                        | Tage nach Jahr | Win.                            | Früh.                           | Som.                            | Her.                            |
| ------------------ | -------------------------- | -------------------------- | -------------------------- | -------------------------- | -------------------------- | -------------------------- | -------------------------- | -------------------------- | -------------------------- | -------------------------- | -------------------------- | -------------------------- | -------------- | ------------------------------- | ------------------------------- | ------------------------------- | ------------------------------- |
| 2024               | 2,1                        | 2,3                        | 1,0                        | 1,5                        | 3,8                        |                            |                            |                            |                            |                            |                            |                            |                | 8,2                             | 6,3                             |                                 |                                 |
| 2023               | 1,5                        | 1,0                        | 2,4                        | 1,6                        | 1,4                        | 1,4                        | 3,1                        | 4,0                        | 1,0                        | 3,1                        | 3,7                        | 3,8                        | 28,02          | 4,0                             | 5,5                             | 8,5                             | 7,8                             |
| 2022               | 1,4                        | 2,2                        | 0,3                        | 1,7                        | 1,2                        | 1,7                        | 0,9                        | 1,5                        | 3,1                        | 1,4                        | 1,0                        | 1,6                        | 17,85          | 4,8                             | 3,2                             | 4,1                             | 5,4                             |
| 2021               | 2,0                        | 1,3                        | 0,9                        | 0,6                        | 2,4                        | 3,3                        | 3,4                        | 3,0                        | 1,0                        | 1,0                        | 1,1                        | 1,2                        | 21,34          | 4,7                             | 3,9                             | 9,7                             | 3,1                             |
| Durch.             | 1,8                        | 1,7                        | 1,2                        | 1,4                        | 2,2                        | 2,1                        | 2,5                        | 2,8                        | 1,7                        | 1,8                        | 1,9                        | 2,2                        | 22,40          | 4,5                             | 4,7                             | 6,9                             | 5,4                             |
| Durch. (1961–1990) | 1,3                        | 1,0                        | 1,2                        | 1,3                        | 2,0                        | 2,6                        | 2,3                        | 2,3                        | 1,7                        | 1,5                        | 1,7                        | 1,7                        | 20,8           | 4,1                             | 4,6                             | 7,2                             | 4,9                             |

#### 2011 bis 2020
| Jahr               | Anzahl der Tage nach Monat | Anzahl der Tage nach Monat | Anzahl der Tage nach Monat | Anzahl der Tage nach Monat | Anzahl der Tage nach Monat | Anzahl der Tage nach Monat | Anzahl der Tage nach Monat | Anzahl der Tage nach Monat | Anzahl der Tage nach Monat | Anzahl der Tage nach Monat | Anzahl der Tage nach Monat | Anzahl der Tage nach Monat | Tage nach Jahr | Anzahl der Tage nach Jahreszeit | Anzahl der Tage nach Jahreszeit | Anzahl der Tage nach Jahreszeit | Anzahl der Tage nach Jahreszeit |
| Jahr               | Jan.                       | Feb.                       | März                       | April                      | Mai                        | Juni                       | Juli                       | Aug.                       | Sep.                       | Okt.                       | Nov.                       | Dez                        | Tage nach Jahr | Win.                            | Früh.                           | Som.                            | Her.                            |
| ------------------ | -------------------------- | -------------------------- | -------------------------- | -------------------------- | -------------------------- | -------------------------- | -------------------------- | -------------------------- | -------------------------- | -------------------------- | -------------------------- | -------------------------- | -------------- | ------------------------------- | ------------------------------- | ------------------------------- | ------------------------------- |
| 2020               | 0,7                        | 3,76                       | 1,3                        | 0,4                        | 1,0                        | 2,9                        | 1,4                        | 2,7                        | 1,8                        | 1,8                        | 0,2                        | 1,3                        | 19,20          | 5,5                             | 2,7                             | 7,0                             | 3,8                             |
| 2019               | 1,8                        | 0,8                        | 1,7                        | 0,6                        | 2,3                        | 1,7                        | 1,6                        | 1,9                        | 1,9                        | 2,5                        | 1,3                        | 1,1                        | 19,24          | 5,7                             | 4,6                             | 5,3                             | 5,7                             |
| 2018               | 3,0                        | 0,2                        | 1,0                        | 0,8                        | 1,6                        | 1,4                        | 1,3                        | 1,2                        | 1,4                        | 0,6                        | 0,2                        | 3,1                        | 15,64          | 5,0                             | 3,4                             | 3,86                            | 2,2                             |
| 2017               | 1,0                        | 1,1                        | 1,5                        | 1,0                        | 1,8                        | 2,8                        | 4,4                        | 3,0                        | 1,9                        | 1,9                        | 2,3                        | 1,8                        | 24,31          | 2,5                             | 4,4                             | 10,1                            | 6,1                             |
| 2016               | 1,6                        | 2,3                        | 0,8                        | 1,3                        | 2,0                        | 3,9                        | 2,0                        | 1,2                        | 1,3                        | 1,3                        | 1,3                        | 0,5                        | 19,57          | 4,5                             | 4,1                             | 7,1                             | 3,9                             |
| 2015               | 1,9                        | 0,3                        | 1,6                        | 1,1                        | 1,4                        | 1,8                        | 2,1                        | 2,5                        | 1,4                        | 1,3                        | 2,9                        | 0,6                        | 18,80          | 4,1                             | 4,1                             | 6,3                             | 5,6                             |
| 2014               | 0,6                        | 0,3                        | 0,3                        | 0,9                        | 2,8                        | 1,5                        | 4,4                        | 2,9                        | 1,6                        | 1,8                        | 0,9                        | 1,9                        | 20,02          | 1,8                             | 4,0                             | 8,8                             | 4,4                             |
| 2013               | 1,3                        | 0,8                        | 0,5                        | 1,1                        | 4,1                        | 3,0                        | 1,3                        | 1,8                        | 2,8                        | 2,5                        | 1,9                        | 0,8                        | 21,70          | 4,8                             | 5,7                             | 6,0                             | 7,1                             |
| 2012               | 3,1                        | 0,2                        | 0,14                       | 0,7                        | 1,7                        | 3,0                        | 2,9                        | 2,0                        | 1,4                        | 1,9                        | 1,6                        | 2,7                        | 21,22          | 6,7                             | 2,5                             | 7,9                             | 4,9                             |
| 2011               | 1,5                        | 0,6                        | 0,3                        | 0,6                        | 1,2                        | 2,7                        | 4,1                        | 3,1                        | 1,9                        | 1,6                        | 0,00                       | 3,4                        | 20,95          | 4,2                             | 2,1                             | 9,9                             | 3,5                             |
| Durch.             | 1,7                        | 1,0                        | 0,9                        | 0,9                        | 2,0                        | 2,5                        | 2,7                        | 2,2                        | 1,7                        | 1,7                        | 1,3                        | 1,7                        | 20,06          | 4,5                             | 3,8                             | 7,3                             | 4,7                             |
| Durch. (1961–1990) | 1,3                        | 1,0                        | 1,2                        | 1,3                        | 2,0                        | 2,6                        | 2,3                        | 2,3                        | 1,7                        | 1,5                        | 1,7                        | 1,7                        | 20,8           | 4,1                             | 4,6                             | 7,2                             | 4,9                             |

#### 2001 bis 2010
| Jahr               | Anzahl der Tage nach Monat | Anzahl der Tage nach Monat | Anzahl der Tage nach Monat | Anzahl der Tage nach Monat | Anzahl der Tage nach Monat | Anzahl der Tage nach Monat | Anzahl der Tage nach Monat | Anzahl der Tage nach Monat | Anzahl der Tage nach Monat | Anzahl der Tage nach Monat | Anzahl der Tage nach Monat | Anzahl der Tage nach Monat | Tage nach Jahr | Anzahl der Tage nach Jahreszeit | Anzahl der Tage nach Jahreszeit | Anzahl der Tage nach Jahreszeit | Anzahl der Tage nach Jahreszeit |
| Jahr               | Jan.                       | Feb.                       | März                       | April                      | Mai                        | Juni                       | Juli                       | Aug.                       | Sep.                       | Okt.                       | Nov.                       | Dez                        | Tage nach Jahr | Win.                            | Früh.                           | Som.                            | Her.                            |
| ------------------ | -------------------------- | -------------------------- | -------------------------- | -------------------------- | -------------------------- | -------------------------- | -------------------------- | -------------------------- | -------------------------- | -------------------------- | -------------------------- | -------------------------- | -------------- | ------------------------------- | ------------------------------- | ------------------------------- | ------------------------------- |
| 2010               | 0,5                        | 0,9                        | 1,0                        | 0,3                        | 3,3                        | 1,5                        | 2,6                        | 5,56                       | 2,6                        | 0,7                        | 3,0                        | 2,2                        | 24,20          | 3,4                             | 4,6                             | 9,7                             | 6,3                             |
| 2009               | 0,7                        | 1,1                        | 1,8                        | 0,8                        | 2,1                        | 2,6                        | 3,2                        | 1,2                        | 1,0                        | 2,1                        | 2,5                        | 2,0                        | 20,92          | 2,6                             | 4,7                             | 6,9                             | 5,6                             |
| 2008               | 1,8                        | 1,3                        | 2,1                        | 2,1                        | 0,8                        | 1,7                        | 2,5                        | 2,8                        | 1,6                        | 2,2                        | 1,1                        | 0,8                        | 20,81          | 4,9                             | 5,1                             | 7,0                             | 4,9                             |
| 2007               | 2,3                        | 1,6                        | 1,5                        | 0,06                       | 4,36                       | 3,4                        | 3,9                        | 2,9                        | 3,1                        | 0,6                        | 2,1                        | 1,8                        | 27,48          | 4,8                             | 5,9                             | 10,1                            | 5,8                             |
| 2006               | 0,5                        | 1,2                        | 2,3                        | 1,3                        | 2,9                        | 1,4                        | 1,5                        | 4,2                        | 0,9                        | 1,5                        | 1,0                        | 0,9                        | 19,42          | 2,9                             | 6,5                             | 7,1                             | 3,4                             |
| 2005               | 1,5                        | 1,7                        | 0,8                        | 1,6                        | 2,4                        | 1,4                        | 3,4                        | 2,4                        | 1,7                        | 1,4                        | 0,8                        | 1,3                        | 20,30          | 4,1                             | 4,7                             | 7,2                             | 3,9                             |
| 2004               | 3,2                        | 1,3                        | 0,6                        | 0,7                        | 2,1                        | 1,9                        | 3,0                        | 2,6                        | 1,8                        | 1,3                        | 1,8                        | 0,9                        | 21,32          | 5,7                             | 3,5                             | 7,5                             | 4,9                             |
| 2003               | 2,1                        | 0,4                        | 0,6                        | 0,8                        | 1,8                        | 1,6                        | 2,0                        | 1,0                        | 1,4                        | 2,1                        | 1,1                        | 1,3                        | 15,98          | 4,6                             | 3,2                             | 4,5                             | 4,6                             |
| 2002               | 0,9                        | 3,6                        | 1,6                        | 1,4                        | 2,4                        | 2,1                        | 3,4                        | 3,8                        | 1,8                        | 3,3                        | 3,91                       | 2,1                        | 30,28          | 6,8                             | 5,4                             | 9,3                             | 8,9                             |
| 2001               | 1,4                        | 1,3                        | 3,1                        | 1,5                        | 1,2                        | 2,8                        | 2,0                        | 2,0                        | 4,13                       | 0,8                        | 2,5                        | 2,2                        | 24,91          | 3,5                             | 5,7                             | 6,8                             | 7,4                             |
| Durch.             | 1,5                        | 1,4                        | 1,5                        | 1,1                        | 2,3                        | 2,0                        | 2,8                        | 2,9                        | 2,0                        | 1,6                        | 2,0                        | 1,6                        | 22,56          | 4,3                             | 4,9                             | 7,6                             | 5,6                             |
| Durch. (1961–1990) | 1,3                        | 1,0                        | 1,2                        | 1,3                        | 2,0                        | 2,6                        | 2,3                        | 2,3                        | 1,7                        | 1,5                        | 1,7                        | 1,7                        | 20,8           | 4,1                             | 4,6                             | 7,2                             | 4,9                             |

#### 1991 bis 2000
| Jahr               | Anzahl der Tage nach Monat | Anzahl der Tage nach Monat | Anzahl der Tage nach Monat | Anzahl der Tage nach Monat | Anzahl der Tage nach Monat | Anzahl der Tage nach Monat | Anzahl der Tage nach Monat | Anzahl der Tage nach Monat | Anzahl der Tage nach Monat | Anzahl der Tage nach Monat | Anzahl der Tage nach Monat | Anzahl der Tage nach Monat | Tage nach Jahr | Anzahl der Tage nach Jahreszeit | Anzahl der Tage nach Jahreszeit | Anzahl der Tage nach Jahreszeit | Anzahl der Tage nach Jahreszeit |
| Jahr               | Jan.                       | Feb.                       | März                       | April                      | Mai                        | Juni                       | Juli                       | Aug.                       | Sep.                       | Okt.                       | Nov.                       | Dez                        | Tage nach Jahr | Win.                            | Früh.                           | Som.                            | Her.                            |
| ------------------ | -------------------------- | -------------------------- | -------------------------- | -------------------------- | -------------------------- | -------------------------- | -------------------------- | -------------------------- | -------------------------- | -------------------------- | -------------------------- | -------------------------- | -------------- | ------------------------------- | ------------------------------- | ------------------------------- | ------------------------------- |
| 2000               | 1,2                        | 1,5                        | 2,6                        | 0,6                        | 1,6                        | 1,4                        | 3,7                        | 2,3                        | 2,6                        | 1,3                        | 0,6                        | 0,7                        | 20,11          | 6,4                             | 4,8                             | 7,4                             | 4,5                             |
| 1999               | 1,3                        | 1,8                        | 1,6                        | 1,3                        | 2,2                        | 2,3                        | 2,2                        | 2,0                        | 1,5                        | 0,7                        | 1,3                        | 3,7                        | 21,89          | 4,1                             | 5,0                             | 6,5                             | 3,6                             |
| 1998               | 1,4                        | 0,3                        | 2,0                        | 1,6                        | 1,1                        | 2,8                        | 1,8                        | 1,9                        | 3,6                        | 5,10                       | 2,0                        | 1,0                        | 24,52          | 3,6                             | 4,7                             | 6,5                             | 10,65                           |
| 1997               | 0,1                        | 2,5                        | 0,8                        | 1,1                        | 2,0                        | 2,8                        | 3,5                        | 1,5                        | 0,7                        | 1,8                        | 0,9                        | 1,9                        | 19,44          | 3,4                             | 3,9                             | 7,7                             | 3,4                             |
| 1996               | 0,07                       | 1,0                        | 0,2                        | 0,4                        | 2,6                        | 1,4                        | 2,8                        | 2,8                        | 1,2                        | 2,4                        | 2,3                        | 0,9                        | 17,93          | 2,7                             | 3,2                             | 7,0                             | 5,8                             |
| 1995               | 3,38                       | 1,6                        | 2,0                        | 1,4                        | 2,5                        | 2,4                        | 2,3                        | 2,4                        | 3,1                        | 0,3                        | 1,5                        | 1,6                        | 24,55          | 7,2                             | 5,9                             | 7,1                             | 4,9                             |
| 1994               | 2,3                        | 0,4                        | 2,3                        | 2,3                        | 2,1                        | 1,9                        | 2,0                        | 3,2                        | 2,6                        | 1,6                        | 1,4                        | 2,3                        | 24,22          | 7,22                            | 6,7                             | 7,1                             | 5,5                             |
| 1993               | 2,1                        | 0,5                        | 0,2                        | 0,7                        | 2,3                        | 2,5                        | 4,5                        | 2,0                        | 2,9                        | 2,0                        | 0,9                        | 4,49                       | 24,87          | 4,1                             | 3,2                             | 8,9                             | 5,7                             |
| 1992               | 0,9                        | 0,6                        | 2,9                        | 1,2                        | 0,66                       | 2,5                        | 2,6                        | 2,6                        | 0,9                        | 2,3                        | 2,9                        | 1,5                        | 21,58          | 3,9                             | 4,7                             | 7,7                             | 6,1                             |
| 1991               | 0,9                        | 0,2                        | 1,0                        | 0,6                        | 1,0                        | 3,0                        | 1,7                        | 1,1                        | 1,5                        | 0,6                        | 2,3                        | 2,4                        | 16,20          | 2,8                             | 2,6                             | 5,8                             | 4,4                             |
| Durch.             | 1,4                        | 1,0                        | 1,6                        | 1,1                        | 1,8                        | 2,3                        | 2,7                        | 2,2                        | 2,1                        | 1,8                        | 1,6                        | 2,1                        | 21,53          | 4,5                             | 4,5                             | 7,2                             | 5,5                             |
| Durch. (1961–1990) | 1,3                        | 1,0                        | 1,2                        | 1,3                        | 2,0                        | 2,6                        | 2,3                        | 2,3                        | 1,7                        | 1,5                        | 1,7                        | 1,7                        | 20,8           | 4,1                             | 4,6                             | 7,2                             | 4,9                             |

#### 1981 bis 1990
|                    | Anzahl der Tage nach Monat | Anzahl der Tage nach Monat | Anzahl der Tage nach Monat | Anzahl der Tage nach Monat | Anzahl der Tage nach Monat | Anzahl der Tage nach Monat | Anzahl der Tage nach Monat | Anzahl der Tage nach Monat | Anzahl der Tage nach Monat | Anzahl der Tage nach Monat | Anzahl der Tage nach Monat | Anzahl der Tage nach Monat | Tage nach Jahr | Anzahl der Tage nach Jahreszeit | Anzahl der Tage nach Jahreszeit | Anzahl der Tage nach Jahreszeit | Anzahl der Tage nach Jahreszeit |
| Jan.               | Feb.                       | März                       | April                      | Mai                        | Juni                       | Juli                       | Aug.                       | Sep.                       | Okt.                       | Nov.                       | Dez                        | Win.                       | Tage nach Jahr | Früh.                           | Som.                            | Her.                            |                                 |
| ------------------ | -------------------------- | -------------------------- | -------------------------- | -------------------------- | -------------------------- | -------------------------- | -------------------------- | -------------------------- | -------------------------- | -------------------------- | -------------------------- | -------------------------- | -------------- | ------------------------------- | ------------------------------- | ------------------------------- | ------------------------------- |
| 1990               | 0,9                        | 3,2                        | 0,4                        | 0,7                        | 0,8                        | 3,8                        | 1,3                        | 2,1                        | 2,3                        | 1,6                        | 2,5                        | 1,6                        | 21,14          | 6,9                             | 1,88                            | 7,2                             | 6,4                             |
| 1989               | 0,3                        | 0,8                        | 1,0                        | 2,4                        | 0,7                        | 1,8                        | 2,7                        | 1,8                        | 1,4                        | 1,6                        | 1,3                        | 2,8                        | 18,70          | 3,6                             | 4,2                             | 6,3                             | 4,3                             |
| 1988               | 1,5                        | 1,6                        | 3,81                       | 0,5                        | 1,1                        | 2,1                        | 2,8                        | 1,5                        | 1,9                        | 1,5                        | 1,5                        | 2,4                        | 22,23          | 4,6                             | 5,4                             | 6,4                             | 4,9                             |
| 1987               | 1,8                        | 1,2                        | 1,6                        | 1,0                        | 2,6                        | 3,4                        | 3,3                        | 2,0                        | 2,5                        | 1,3                        | 1,9                        | 1,6                        | 24,15          | 6,4                             | 5,2                             | 8,7                             | 5,7                             |
| 1986               | 2,8                        | 0,3                        | 1,9                        | 1,5                        | 2,4                        | 2,6                        | 2,1                        | 2,6                        | 1,7                        | 2,6                        | 0,8                        | 3,4                        | 24,73          | 4,3                             | 5,9                             | 7,2                             | 5,2                             |
| 1985               | 1,1                        | 0,7                        | 0,8                        | 1,2                        | 2,3                        | 2,9                        | 1,9                        | 2,3                        | 1,3                        | 0,24                       | 1,6                        | 1,3                        | 17,51          | 2,5                             | 4,3                             | 7,0                             | 3,1                             |
| 1984               | 2,3                        | 1,6                        | 0,3                        | 1,0                        | 3,6                        | 2,2                        | 2,2                        | 1,9                        | 3,7                        | 1,4                        | 1,8                        | 0,8                        | 22,59          | 5,1                             | 4,9                             | 6,2                             | 6,8                             |
| 1983               | 2,3                        | 0,8                        | 1,1                        | 3,01                       | 3,4                        | 1,7                        | 0,71                       | 2,0                        | 1,6                        | 1,0                        | 1,9                        | 1,2                        | 20,71          | 5,3                             | 7,52                            | 4,4                             | 4,5                             |
| 1982               | 2,4                        | 0,06                       | 1,2                        | 0,7                        | 1,6                        | 2,5                        | 1,7                        | 2,1                        | 0,6                        | 2,4                        | 0,9                        | 2,2                        | 18,34          | 5,2                             | 3,5                             | 6,4                             | 3,8                             |
| 1981               | 2,4                        | 0,6                        | 2,9                        | 0,9                        | 2,1                        | 2,3                        | 2,7                        | 2,3                        | 2,1                        | 3,8                        | 1,8                        | 2,7                        | 26,76          | 4,0                             | 6,0                             | 7,4                             | 7,7                             |
| Durch.             | 1,8                        | 1,1                        | 1,5                        | 1,3                        | 2,1                        | 2,5                        | 2,1                        | 2,1                        | 1,9                        | 1,7                        | 1,6                        | 2,0                        | 21,69          | 4,8                             | 4,9                             | 6,7                             | 5,2                             |
| Durch. (1961–1990) | 1,3                        | 1,0                        | 1,2                        | 1,3                        | 2,0                        | 2,6                        | 2,3                        | 2,3                        | 1,7                        | 1,5                        | 1,7                        | 1,7                        | 20,8           | 4,1                             | 4,6                             | 7,2                             | 4,9                             |

#### 1971 bis 1980
|                    | Anzahl der Tage nach Monat | Anzahl der Tage nach Monat | Anzahl der Tage nach Monat | Anzahl der Tage nach Monat | Anzahl der Tage nach Monat | Anzahl der Tage nach Monat | Anzahl der Tage nach Monat | Anzahl der Tage nach Monat | Anzahl der Tage nach Monat | Anzahl der Tage nach Monat | Anzahl der Tage nach Monat | Anzahl der Tage nach Monat | Tage nach Jahr | Anzahl der Tage nach Jahreszeit | Anzahl der Tage nach Jahreszeit | Anzahl der Tage nach Jahreszeit | Anzahl der Tage nach Jahreszeit |
| Jan.               | Feb.                       | März                       | April                      | Mai                        | Juni                       | Juli                       | Aug.                       | Sep.                       | Okt.                       | Nov.                       | Dez                        | Win.                       | Tage nach Jahr | Früh.                           | Som.                            | Her.                            |                                 |
| ------------------ | -------------------------- | -------------------------- | -------------------------- | -------------------------- | -------------------------- | -------------------------- | -------------------------- | -------------------------- | -------------------------- | -------------------------- | -------------------------- | -------------------------- | -------------- | ------------------------------- | ------------------------------- | ------------------------------- | ------------------------------- |
| 1980               | 0,9                        | 1,4                        | 0,9                        | 2,3                        | 1,2                        | 3,3                        | 4,5                        | 1,9                        | 1,5                        | 2,3                        | 1,3                        | 1,1                        | 22,50          | 5,1                             | 4,4                             | 9,6                             | 5,1                             |
| 1979               | 0,6                        | 1,2                        | 2,0                        | 1,7                        | 1,6                        | 2,3                        | 2,0                        | 2,3                        | 1,7                        | 0,6                        | 2,5                        | 2,7                        | 21,22          | 4,6                             | 5,3                             | 6,7                             | 4,8                             |
| 1978               | 0,9                        | 0,7                        | 1,7                        | 0,4                        | 2,7                        | 1,9                        | 2,3                        | 2,4                        | 3,0                        | 1,3                        | 0,3                        | 2,9                        | 20,39          | 2,8                             | 4,8                             | 6,6                             | 4,5                             |
| 1977               | 1,0                        | 1,9                        | 0,9                        | 1,9                        | 0,9                        | 2,8                        | 2,3                        | 3,4                        | 1,3                        | 1,1                        | 3,3                        | 1,2                        | 21,90          | 3,7                             | 3,7                             | 8,5                             | 5,6                             |
| 1976               | 3,3                        | 0,3                        | 0,3                        | 0,5                        | 1,3                        | 1,0                        | 2,2                        | 0,90                       | 1,6                        | 1,0                        | 1,5                        | 0,8                        | 14,65          | 4,1                             | 2,0                             | 4,1                             | 4,1                             |
| 1975               | 1,3                        | 0,3                        | 1,2                        | 1,3                        | 1,6                        | 2,7                        | 2,1                        | 2,5                        | 1,6                        | 0,6                        | 1,5                        | 0,5                        | 17,08          | 5,0                             | 4,1                             | 7,2                             | 3,7                             |
| 1974               | 0,9                        | 1,5                        | 0,6                        | 0,4                        | 1,9                        | 2,5                        | 2,8                        | 2,1                        | 1,9                        | 3,3                        | 1,8                        | 3,4                        | 23,04          | 3,8                             | 2,9                             | 7,4                             | 7,1                             |
| 1973               | 0,4                        | 1,0                        | 0,3                        | 1,5                        | 1,4                        | 1,8                        | 2,6                        | 1,1                        | 1,1                        | 2,5                        | 2,0                        | 1,4                        | 17,12          | 1,5                             | 3,2                             | 5,5                             | 5,7                             |
| 1972               | 0,07                       | 0,1                        | 1,2                        | 1,1                        | 2,5                        | 3,5                        | 2,6                        | 2,5                        | 1,3                        | 0,8                        | 2,5                        | 0,2                        | 18,34          | 0,71                            | 4,8                             | 8,6                             | 4,6                             |
| 1971               | 0,5                        | 0,3                        | 0,3                        | 1,0                        | 1,9                        | 4,08                       | 0,9                        | 1,9                        | 1,1                        | 0,9                        | 1,6                        | 0,6                        | 15,03          | 1,5                             | 3,2                             | 6,9                             | 3,6                             |
| Durch.             | 1,0                        | 0,9                        | 0,9                        | 1,2                        | 1,7                        | 2,6                        | 2,4                        | 2,1                        | 1,6                        | 1,4                        | 1,8                        | 1,5                        | 19,13          | 3,3                             | 3,8                             | 7,1                             | 4,9                             |
| Durch. (1961–1990) | 1,3                        | 1,0                        | 1,2                        | 1,3                        | 2,0                        | 2,6                        | 2,3                        | 2,3                        | 1,7                        | 1,5                        | 1,7                        | 1,7                        | 20,8           | 4,1                             | 4,6                             | 7,2                             | 4,9                             |

#### 1961 bis 1970
|                    | Anzahl der Tage nach Monat | Anzahl der Tage nach Monat | Anzahl der Tage nach Monat | Anzahl der Tage nach Monat | Anzahl der Tage nach Monat | Anzahl der Tage nach Monat | Anzahl der Tage nach Monat | Anzahl der Tage nach Monat | Anzahl der Tage nach Monat | Anzahl der Tage nach Monat | Anzahl der Tage nach Monat | Anzahl der Tage nach Monat | Tage nach Jahr | Anzahl der Tage nach Jahreszeit | Anzahl der Tage nach Jahreszeit | Anzahl der Tage nach Jahreszeit | Anzahl der Tage nach Jahreszeit |
| Jan.               | Feb.                       | März                       | April                      | Mai                        | Juni                       | Juli                       | Aug.                       | Sep.                       | Okt.                       | Nov.                       | Dez                        | Win.                       | Tage nach Jahr | Früh.                           | Som.                            | Her.                            |                                 |
| ------------------ | -------------------------- | -------------------------- | -------------------------- | -------------------------- | -------------------------- | -------------------------- | -------------------------- | -------------------------- | -------------------------- | -------------------------- | -------------------------- | -------------------------- | -------------- | ------------------------------- | ------------------------------- | ------------------------------- | ------------------------------- |
| 1970               | 0,9                        | 3,5                        | 1,5                        | 2,3                        | 1,6                        | 1,9                        | 2,8                        | 2,6                        | 1,8                        | 2,6                        | 1,6                        | 0,7                        | 23,89          | 4,9                             | 5,4                             | 7,4                             | 6,0                             |
| 1969               | 1,1                        | 0,8                        | 1,4                        | 1,8                        | 2,2                        | 3,3                        | 1,4                        | 3,5                        | 0,4                        | 0,3                        | 2,2                        | 0,5                        | 18,74          | 2,3                             | 5,3                             | 8,2                             | 2,9                             |
| 1968               | 2,3                        | 0,5                        | 0,8                        | 1,2                        | 1,8                        | 2,7                        | 2,2                        | 3,7                        | 3,9                        | 1,6                        | 1,0                        | 0,4                        | 22,17          | 5,0                             | 3,8                             | 8,6                             | 6,5                             |
| 1967               | 0,8                        | 1,8                        | 1,3                        | 0,9                        | 2,8                        | 2,4                        | 2,3                        | 2,5                        | 2,6                        | 1,5                        | 1,2                        | 2,1                        | 22,06          | 6,5                             | 5,0                             | 7,2                             | 5,2                             |
| 1966               | 0,9                        | 2,0                        | 1,4                        | 1,6                        | 2,0                        | 4,0                        | 3,8                        | 3,2                        | 0,9                        | 2,2                        | 1,7                        | 3,9                        | 27,51          | 7,0                             | 5,0                             | 10,92                           | 4,8                             |
| 1965               | 2,2                        | 0,4                        | 1,5                        | 2,7                        | 3,3                        | 3,2                        | 4,1                        | 1,5                        | 2,2                        | 0,4                        | 2,3                        | 4,1                        | 27,85          | 3,4                             | 7,5                             | 8,8                             | 4,9                             |
| 1964               | 0,3                        | 0,4                        | 1,0                        | 1,1                        | 2,0                        | 1,7                        | 0,8                        | 2,3                        | 1,4                        | 2,0                        | 1,9                        | 0,8                        | 15,36          | 0,7                             | 4,0                             | 4,7                             | 5,2                             |
| 1963               | 0,3                        | 0,1                        | 1,2                        | 1,1                        | 1,1                        | 2,8                        | 1,6                        | 3,7                        | 1,6                        | 0,8                        | 2,9                        | 0,07                       | 17,38          | 2,5                             | 3,5                             | 8,1                             | 5,3                             |
| 1962               | 1,6                        | 1,7                        | 1,3                        | 1,0                        | 1,9                        | 0,94                       | 2,3                        | 2,0                        | 1,7                        | 0,4                        | 0,3                        | 2,1                        | 17,19          | 6,1                             | 4,2                             | 5,2                             | 2,4                             |
| 1961               | 1,3                        | 1,4                        | 1,0                        | 2,0                        | 2,8                        | 3,0                        | 2,9                        | 2,4                        | 1,1                        | 1,7                        | 1,7                        | 2,8                        | 24,00          | 4,8                             | 5,8                             | 8,3                             | 4,4                             |
| Durch.             | 1,2                        | 1,3                        | 1,2                        | 1,6                        | 2,2                        | 2,6                        | 2,4                        | 2,7                        | 1,8                        | 1,4                        | 1,7                        | 1,8                        | 21,62          | 4,3                             | 5,0                             | 7,7                             | 4,8                             |
| Durch. (1961–1990) | 1,3                        | 1,0                        | 1,2                        | 1,3                        | 2,0                        | 2,6                        | 2,3                        | 2,3                        | 1,7                        | 1,5                        | 1,7                        | 1,7                        | 20,8           | 4,1                             | 4,6                             | 7,2                             | 4,9                             |

Die restlichen Dekaden bis 1951 zurück sind noch in Bearbeitung.

## Extreme Niederschlagsereignisse in Europa in den letzten 1000 Jahren
Es folgt eine Tabelle mit Daten bzw. Beobachtungen von extremen Wetterereignissen der vergangen 1000 Jahre bis zum Jahr 1881. Dabei wird jeweils das Datum (wenn genau bekannt) angegeben, sowie die Art und eine Beschreibung des Ereignisses genannt.
| Datum                          | Art des Ereignisses                | Beschreibung des Niederschlagereignisses |
| ------------------------------ | ---------------------------------- | --- |
| Sommer 1043                    | Starkniederschlag                  | Im Jahr 1043 ereignete sich ein Sommer mit anhaltendem Regen und daraus resultierenden Missernten. |
| Winter/Frühling 1125           | –                                  | Sehr schneereicher Winter mit anschließendem stürmischem Frühling. |
| 5.10.1129                      | Hagel                              | Schwere Gewitter und Hagel treffen Deutschland. |
| Herbst 1143                    | Starkniederschlag                  | Ein Herbst mit ununterbrochenen Regenfällen. |
| 16.02.1164                     | Sturmflut                          | Im Februar 1164 ereignete sich eine gewaltige Sturmflut an den Küsten. Schätzungsweise gab es mehr als 100.000 Tote. |
| 3.11.1170                      | Sturmflut                          | Im Jahr 1170 kam es zu einer extremen Nordsee-Sturmflut. |
| Sommer 1198                    | Trockenheit/Dürre                  | Extreme Trockenheit und Hitze in ganz Europa. Die Dürre dauerte angeblich 15 Wochen lang. |
| Frühling 1268                  | Trockenheit/Dürre                  | Sehr trockener und sehr warmer Frühling. |
| Sommer 1290                    | Hagel                              | Der Sommer 1290 brachte in Europa extreme Hagel-Unwetter, es soll etliche tote Menschen und Tiere durch den Hagel gegeben haben. |
| 1304                           | Trockenheit/Dürre                  | Das ganze Jahr blieb trocken und warm, sodass der Rhein zu Fuß überquert werden konnte. Auch an vielen anderen großen Flüssen gab es extrem niedrige Pegelstände. |
| Sommer 1335                    | Starkniederschlag                  | Ein sehr kalter und niederschlagsreicher Sommer. |
| Sommer 1342                    | Hochwasser „Magdalenen-Hochwasser“ | Das Magdalenen-Hochwasser im Juli 1342 gehört zu den schlimmsten europäischen Hochwasser-Katastrophen der letzten 2000 Jahre, es gab fast in ganz Europa schweres Hochwasser. Geologen und Meteorologen sind sich jedoch darüber uneinig, wie viel Schmelzwasser aus dem Winter 1341/1342 bereits im Frühjahr 1342 zu erhöhten Wasserständen in Mitteleuropa führte, wo dann ab dem 21./22. Juli 1342 extreme Wolkenbrüche innerhalb von 2 Tagen teils so viel Regen brachten, wie sonst im ganzen Jahr. Die Wetterlage zu diesem Starkregen-Unwetter könnte eine VB-Lage im östlichen und zentralen Mitteleuropa und ein Gewittertief über Westeuropa ausgelöst haben. |
| Frühling 1353                  | –                                  | In Süddeutschland gibt es im April einen Sturm und Ende Mai Schneefälle. |
| 1362 (genaues Datum unbekannt) | Sturmflut „2. Marcellus-Flut“      | Es ertranken tausende Menschen an der Nordsee aufgrund eines Orkans, der von Westen über die Nordsee zog. Einige berichten davon, dass der Orkan ganze Inseln in einer Nacht zerstört haben soll. |
| 17.05.1425                     | Hagel                              | In ganz Deutschland gibt es schwere Hagelunwetter. |
| 10.04.1446                     | Sturmflut                          | Ein starker Schneesturm mit schweren Gewitter löst eine der schlimmsten Nordsee-Sturmfluten überhaupt aus. |
| Sommer 1453                    | –                                  | Im Jahr 1453 ereignete sich ein sehr kalter und regnerischer Sommer. Es soll sogar Frost im Juni und Schnee im Juli gegeben haben. |
| 1473                           | Dürre                              | Eine 14-monatige Jahrtausend-Dürre und Hitze trocknet in West-, Mittel- und Osteuropa viele Flüsse aus und entlaubt Bäume. |
| Juni 1529                      | Starkniederschlag                  | Heftige Hagelunwetter toben in Süddeutschland. Es gibt Rekordniederschläge und große Kälte. |
| Sommer 1540                    | Trockenheit/Dürre                  | Ein Jahrtausend-Sommer ließ in Europa sämtliche Flüsse austrocknen, es gab zudem viele Waldbrände. Dazu herrschte enorme Hitze und es gab über viele Monate keinen Regen. Erst im Dezember 1540 soll es wieder Regen gegeben haben. |
| Januar 1552                    | Starkniederschlag                  | Schwere Stürme und Starkregen suchen ganz Mitteleuropa heim. Der Januar war von extremen Regenfällen geprägt. |
| Winter 1565/66                 | Schneefall                         | Wahrscheinlich der schneereichste Winter in den Alpen überhaupt. Selbst in den Mittelgebirgen werden 3 m Schnee gemessen. |
| März 1689                      | Starkniederschlag                  | Im März kam es zu einem schweren Hochwasser in ganz Mitteleuropa, ausgelöst durch starke Niederschläge. |
| 1693 (genaues Datum unbekannt) | Hagel                              | In der Umgebung von Köln gab es ein beispielloses Unwetter mit Hagel-Brocken von bis zu 4 Kilogramm. Blitz und Donner ließen zudem den Erdboden erzittern. Es wurde jedes zweite Haus durch das Unwetter zerstört. |
| Dezember 1703                  | Sturm                              | Eine ungewöhnliche Sturmserie hielt bis Anfang Dezember 1703 in Europa an. Am 8. Dezember 1703 zog der schwerste Orkan der Sturmserie über West-/Mitteleuropa und brachte ungeheure Verwüstungen mit sich, bei geschätzten Böen von über 250 km/h. Der Orkan vom 8. Dezember 1703 übertrifft von seiner Stärke alle bekannten Orkane des 20. Jahrhunderts. Die Stürme von 1703 forderten ca. 8.000 bis 15.000 Tote. |
| 1737 (genaues Datum unbekannt) | –                                  | In Europa kommt es erneut zu heftigen Stürmen. |
| 1788 (genaues Datum unbekannt) | Hagel                              | Von Spanien und Portugal zogen zwei riesige Gewitter-Cluster (MCS/MCC) über den Alpenraum zur Ostsee. Dabei kam es zu immensen Verwüstungen durch Riesen-Hagel, sämtliche Ernte wurde zerstört und es gab große Überschwemmungen. Das Unwetter von 1788 wird als die größte und bekannteste europäische Hagel-Katastrophe aller Zeiten angesehen. |